# 阪和線
阪和線（はんわせん）は、大阪府大阪市天王寺区の天王寺駅から和歌山県和歌山市の和歌山駅までを結ぶ西日本旅客鉄道（JR西日本）の鉄道路線（幹線）である。ほかに通称「羽衣線」と呼ばれる大阪府堺市西区の鳳駅から大阪府高石市の東羽衣駅までを結ぶ支線を持つ。

## 概要
大阪市南部のターミナルである天王寺から南へ伸び、大阪府南部の各都市を経由して和歌山市へ至る路線であり、JR西日本のアーバンネットワークの一角を成す。ラインカラーはオレンジ色（■）であり、選定理由は「陽光あふれる大地につながるイメージ」とされる。路線記号は R である。愛称も正式名称と同じ「阪和線」である。路線名は大阪の「阪」と和歌山の「和」からとっている。
阪和線は、当路線より海側を通っている南海電気鉄道の南海本線と競合しているほか、天王寺駅（新今宮駅） - 三国ケ丘駅間では南海高野線と、大阪市内ではOsaka Metroの御堂筋線・谷町線や近鉄南大阪線・阪堺電気軌道などとも競合している。天王寺駅 - 和歌山駅間の1日平均の利用者数は107,079人で、同区間では南海本線の102,701人と比べて多い。
和歌山駅では紀勢本線に接続しており、同線へ直通し南紀方面へ向かう特急「くろしお」も運転されている。関西国際空港（関空）が開港した1994年9月4日以降は、そのアクセス路線としても重要な役割を持つようになっている。途中の日根野駅からは関西空港線が分岐しており、特急「はるか」が京都市・大阪市などと関空を結んでいる。また、大阪環状線経由で大阪駅（梅田）に直通運転する関空快速・紀州路快速が設定されている。
私鉄の南海山手線（旧阪和電気鉄道）を戦時買収して国有化した路線であるため、独特の三角屋根をもった特徴的な駅舎が数多く存在したが、近年駅舎の建て替えなどでその多くが姿を消した。また、日本国有鉄道（国鉄）の多くの駅でみられた2面3線の駅構造がなく、2面4線が主要駅の標準仕様となっている。のちに国鉄分割民営化によりJR西日本の路線となった。
鳳駅から分岐する東羽衣駅までの支線は羽衣線などと通称されている。この区間にはラインカラー・駅ナンバー・路線記号はいずれも設定されていない。なお、杉本町駅から分岐して八尾駅まで通じていた路線（2004年7月1日休止、2009年4月1日廃止）は「阪和貨物線」あるいは「阪和連絡線」と呼ばれていたが、これは阪和線ではなく関西本線の支線であった。
支線も含め、全線が旅客営業規則上の「大阪近郊区間」および「電車特定区間」に含まれており、区間外よりも割安な近距離運賃が適用される。またIC乗車カード「ICOCA」のエリアに含まれている。
天王寺駅 - 長滝駅間（構内を除く）と鳳駅 - 東羽衣駅は近畿統括本部が、長滝駅 - 和歌山駅間は和歌山支社が管轄している。

### 路線データ

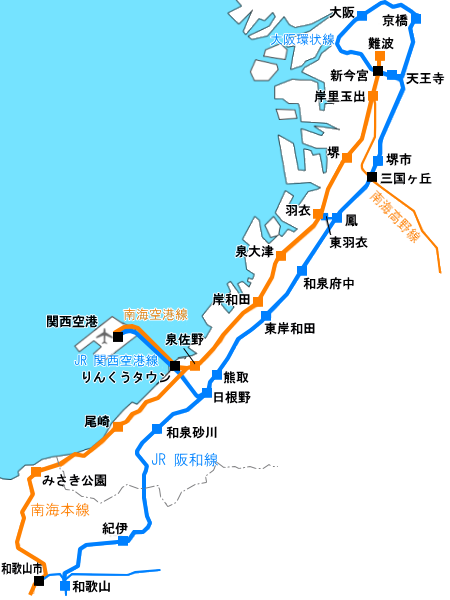
阪和線と競合する南海本線の位置関係

- 管轄（事業種別）：西日本旅客鉄道（第一種鉄道事業者）
- 路線距離（営業キロ）：
  - 天王寺駅 - 和歌山駅間 61.3 km[1]
  - 鳳駅 - 東羽衣駅間 1.7 km[1]
- 軌間：1067mm
- 駅数：36（起終点駅含む）
  - 阪和線所属駅に限定した場合、関西本線所属の天王寺駅と紀勢本線所属の和歌山駅[15] が除外され、34駅となる。
- 複線区間：天王寺駅 - 和歌山駅間
- 単線区間：鳳駅 - 東羽衣駅間
- 電化区間：全線電化（直流1500V）
- 閉塞方式：自動閉塞式
- 保安装置：
  - 天王寺駅 - 日根野駅間 ATS-P（全線P）[3]
  - 日根野駅 - 和歌山駅間 ATS-PおよびATS-SW（拠点P）[4]
  - 鳳駅 - 東羽衣駅間 ATS-PおよびATS-SW（拠点P）[4]
- 最高速度[5]
  - 天王寺駅 - 鳳駅間 95 km/h
  - 鳳駅 - 和歌山駅間 120 km/h
  - 鳳駅 - 東羽衣駅間 95 km/h
- 運転指令所：大阪総合指令所
- 列車運行管理システム：天王寺駅 - 和歌山駅間 阪和線運行管理システム
- IC乗車カード対応区間：
  - ICOCAエリア：天王寺駅 - 和歌山駅間、鳳駅 - 東羽衣駅間（いずれもPiTaPaポストペイサービス対象区間）
- 2020年度の混雑率：快速列車87%（堺市駅→天王寺駅 7:10-8:10）、普通列車95%（美章園駅→天王寺駅 7:10-8:10）[16]

## 沿線概況

### 天王寺駅 - 日根野駅間
天王寺駅では阪和電鉄時代から使用している地上の阪和線専用ホームからの発着が基本ではあるが、1989年（平成元年）7月22日に関西本線（大和路線）ホームからも発着が可能となり、特に関西国際空港開港後は大阪環状線と直通する列車を中心に大和路線ホームから発着する列車が大幅に増えている。地上ホームから出発するとすぐ右方向から近づいてくる大阪環状線直通列車が通る連絡線と合流した後、高々架の近鉄南大阪線の下を通り美章園駅に到着する。その先しばらくすると阪神高速14号松原線（その地下にはOsaka Metro谷町線も走っている）と交差する。1929年（昭和4年）の開業時は天王寺駅からここまでが高架で開通し、下に南海平野線が走っていた。この先は杉本町駅の手前まで2004年に完成した高架区間を走る。右手に桃ヶ池公園が見えると南田辺駅、そして右手に長池公園、元シャープ本社と続くと待避線のある鶴ケ丘駅に到着する。鶴ケ丘駅は長居陸上競技場の最寄り駅である。車窓から見える長居公園内にある長居球技場が視界の後方に移動すると長居駅に到着する。地上駅時代にはこの長居駅に待避線があったが、高架後待避線は鶴ケ丘駅に移されている。かつて長居駅の前後にはあびこ筋（府道28号大阪高石線）・長居公園通（国道479号）との踏切があり、渋滞の絶えない箇所であった。我孫子町駅を過ぎると高架区間は終了し徐々に高度を下げる。地上に降りると大阪市立大学の最寄り駅で待避線のある杉本町駅に着く。2008年までは関西本線久宝寺駅から延びていた阪和貨物線の終点であった。
大和川を渡り堺市に入る。堺市に入って最初の駅が浅香駅である。浅香駅の南側でも西除川と狭間川という二つの川を渡る。次が快速停車駅の堺市駅である。堺市駅を出ると高架道の大阪府道12号堺大和高田線の下を通る。金岡南二踏切を過ぎると徐々に線路脇の地面が高くなって掘削部を進むようになる。そして中央環状線の下を通ると南海高野線との接続駅である三国ケ丘駅に到着する。三国ケ丘駅を出るとすぐに南海高野線と国道310号（西高野街道）の下を過ぎ、徐々に高度を上げ百舌鳥駅に着く。百舌鳥・古市古墳群として世界文化遺産に登録された日本最大級の古墳である大仙古墳（仁徳天皇陵） は進行方向の右側（西側）に見える。百舌鳥駅を出ると西側には広々とした大仙公園の風景がしばらく続く。また西側だけでなく東側にも古墳が見受けられるようになる。泉北1号線の通称がある府道34号堺狭山線の交差する場所に新幹線型の待避構造をもつ2面4線の上野芝駅がある。上野芝駅を出ると百済川を越え津久野駅に到着、その先で石津川を越えそして右手に大鳥大社が見えてくると堺市西区の中心駅である鳳駅に着く。鳳駅は東羽衣駅への支線が分岐しており、鳳駅の南東に車両基地（2012年5月31日までは日根野電車区鳳派出所（旧・鳳電車区））も併設されていて、阪和線における拠点駅の一つである。車両基地の奥にはかつて帝國車輌（のちの東急車輛製造大阪工場）が存在し鉄道車両の製造を行っていたが、現在はショッピングセンターのアリオ鳳に変わっている。
高石市に入ると富木駅があるが、すぐに和泉市に入る。堺泉北道路の下を過ぎると和泉市最初の駅である北信太駅で、信太山駅と続き、和泉市の中心駅である和泉府中駅までほぼ直線が続く。なおこの区間（信太山駅 - 和泉府中駅間）には駅の設置はないが泉大津市との市境が入り乱れている部分もあり、立体化が進められない要因の一つになっている。和泉府中駅には一部の特急が停車する。和泉府中駅を発車すると地下道化された国道480号を越える。以前の踏切は残されているが立体化により渋滞は無くなった。徐々に駅間距離も長くなり、毎日牛乳和泉工場を過ぎて岸和田市に入ると、久米田駅・下松駅と続き、待避線のある東岸和田駅に着く。東岸和田駅は快速停車駅でありながらかつてはホーム幅が狭い上にバリアフリー設備がなく、駅前後に踏切があるなど旧態依然の形であったため連続立体交差化がなされ、2017年に高架駅となった。右手のイオン東岸和田店の隣には私立病院があるが、そこは関西圏でシネコンのさきがけとなったワーナー・マイカル・シネマズ東岸和田の跡地である。待避線のある東貝塚駅は国鉄時代に貨物営業を行っていたときに補機の連結・切り離しを行っていたために構内はやや広いがホーム幅は高架化前の東岸和田同様に狭い。また近くにはユニチカ貝塚工場も存在していた。少しして水間鉄道水間線、府道貝塚中央線・13号線の通称を持つ府道大阪和泉泉南線を越えて和泉橋本駅に着く。この駅あたりから徐々に山谷が増えだし、右手には次第に関西国際空港が見え始める。泉佐野市に入って東佐野駅を過ぎ国道170号（大阪外環状線）の下を通ると快速停車駅で待避線のある熊取町の中心駅である熊取駅に着く。近年はバリアフリー対応の改良工事や駅前広場が完成するなど、開発が進んでいる。再び泉佐野市に入って左手に見えるイオンモール日根野を過ぎると、関西国際空港の玄関口である日根野駅に着く。

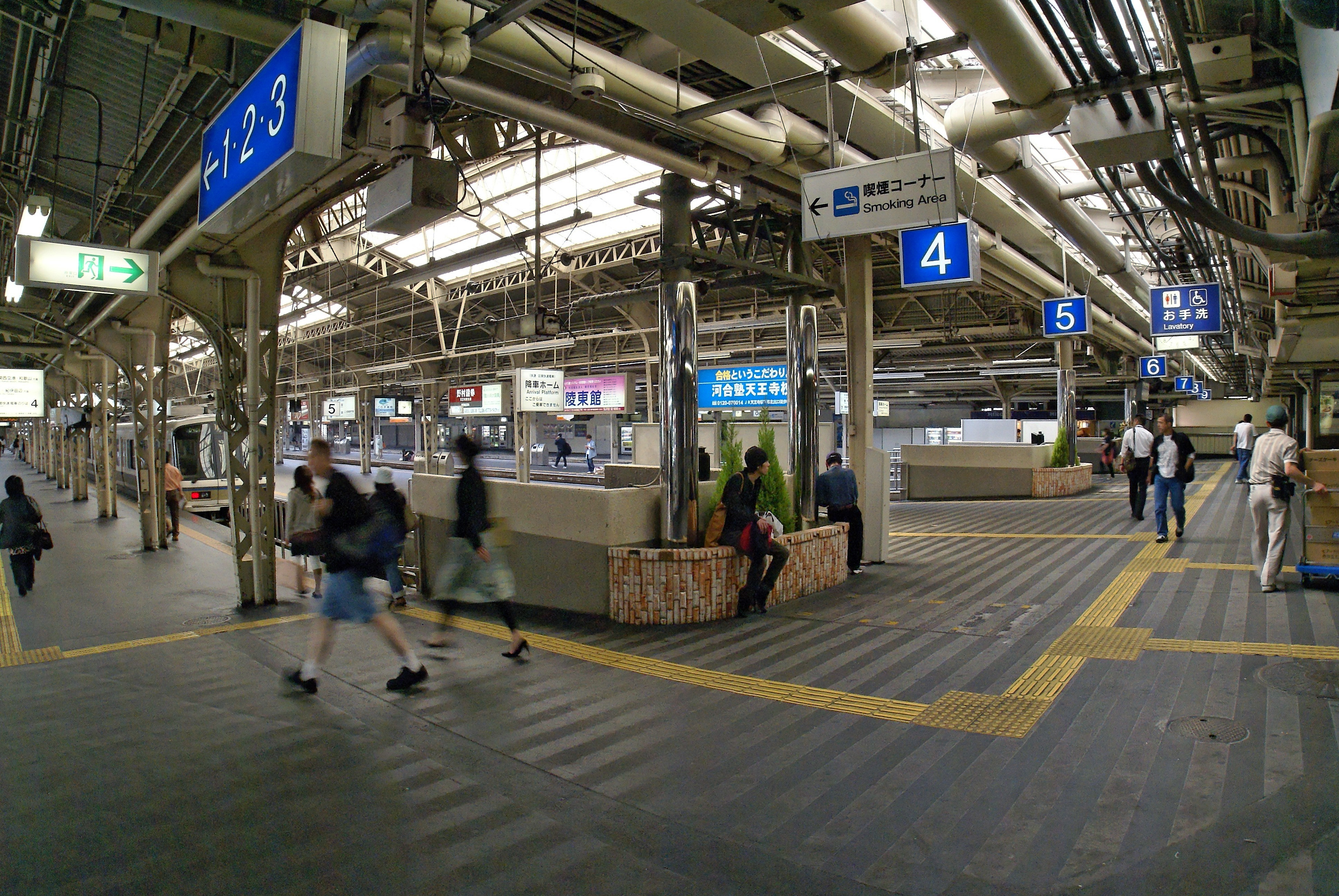
天王寺駅阪和線ホーム
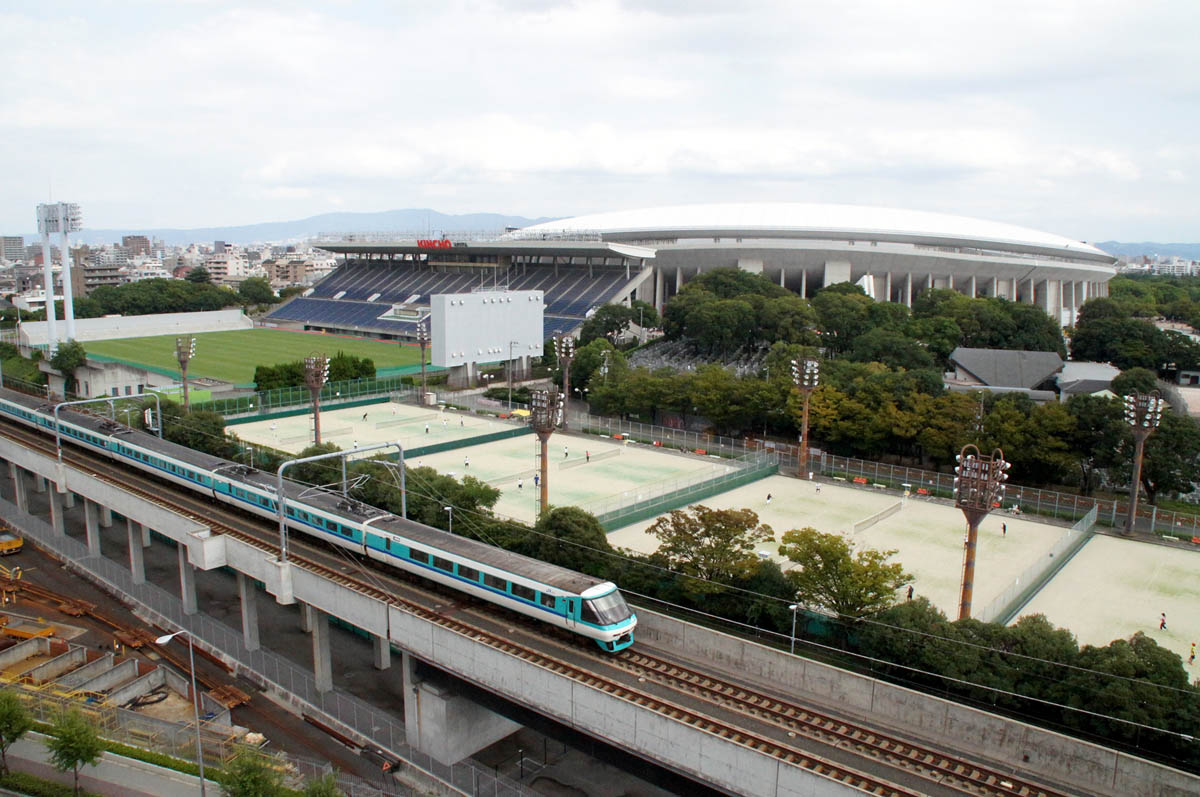
鶴ケ丘駅付近では長居公園の西側を通過
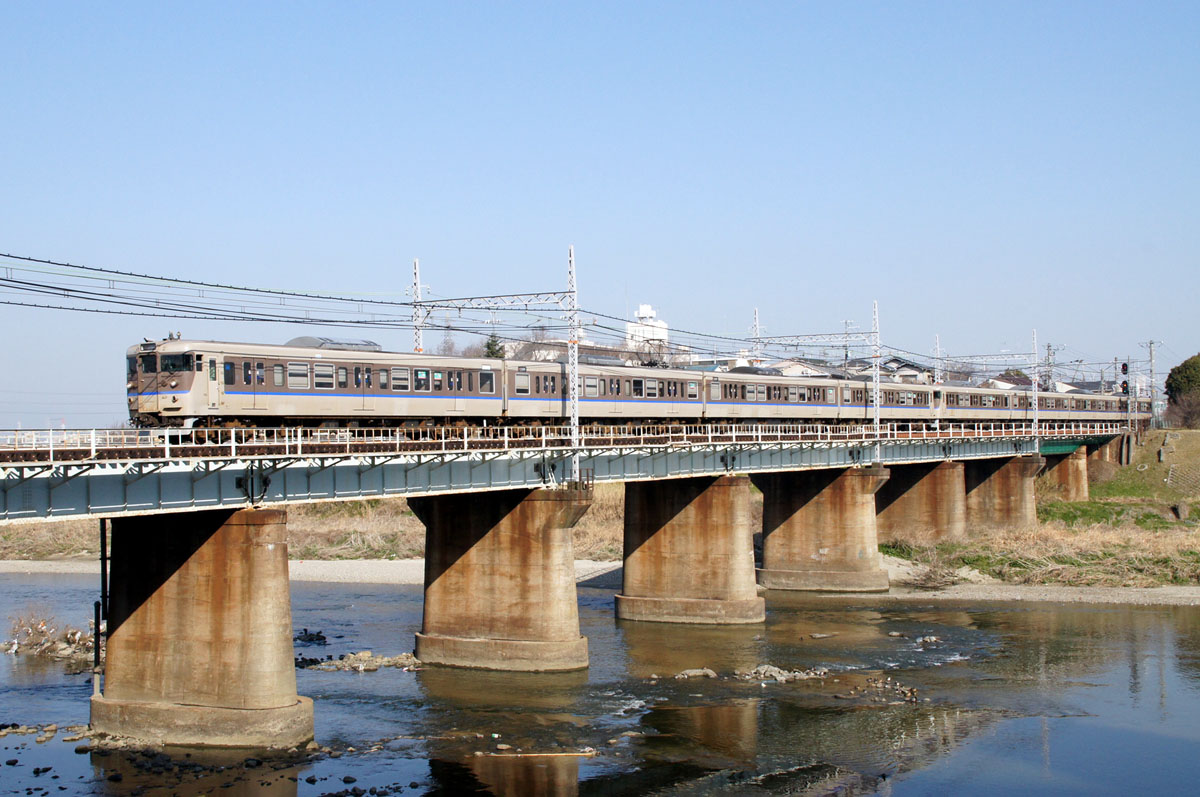
大和川橋梁を渡る113系

### 日根野駅 - 和歌山駅間
日根野駅を過ぎると右手に関西空港線が分かれ、左手に吹田総合車両所日根野支所が見える。関西空港自動車道・国道481号の下を通ると日根野支所が途切れて、車窓は田園地帯が目立つようになる。2面4線の長滝駅と進むにつれて住宅地が広がり、泉南市に入って新家駅を過ぎると和泉砂川駅に着く。かつては駅周辺に砂川遊園が存在していたが、現在は住宅地になっている。
和泉砂川駅を過ぎると徐々に勾配区間が増える。孝子峠へ向けて進路を南西に取り続ける南海本線と異なり、阪和線は阪南市に入るとすぐに雄ノ山峠へ向けて進路を南に取り、和泉鳥取駅構内のカーブを過ぎ住宅地を抜けると長い山岳区間に入る。阪和自動車道や大阪府道64号が並行して走り、カーブが多くなり、春には多くのカメラマンや桜の花見客が訪れる山中渓駅に着く。駅近くにはわんぱく王国という遊園地もあり、土休日には家族連れなどで賑わっている。山中渓駅を過ぎると程なく左側に山中渓温泉（廃業）が見えた後、和歌山県に入りトンネルが多くなる。長い雄ノ山トンネルを抜けると、阪和自動車道と京奈和自動車道とを結ぶ和歌山ジャンクションの取付道路が頭上で交差し、線路は右カーブしながら徐々に高度を下げる。左手に住宅や畑が点々と目に入り、平野部に向かって下り勾配を一直線に下り始める。カーブを曲がり左手に和歌山県道7号が見え始めると紀伊駅、再び田畑や住宅地が点在し、阪和自動車道をくぐると六十谷駅に到着する。
六十谷駅の先で紀の川を渡り、右にカーブすると住宅地に入り、国道24号を渡ってすぐに盛土駅の紀伊中ノ島駅に到着。紀伊中ノ島駅のすぐ先にある鉄橋の下には元々和歌山線が走っていて、駅の西側には和歌山線の紀伊中ノ島駅のホームが残っている。そして和歌山市駅方向から伸びてきた紀勢本線を越えて地平に下り始める。紀勢本線と和歌山線が左手に並行して走ると終点和歌山駅に着く。和歌山駅は和歌山市の玄関口であり、特急列車や一部の快速列車は紀勢本線海南・紀伊田辺方面に直通している。

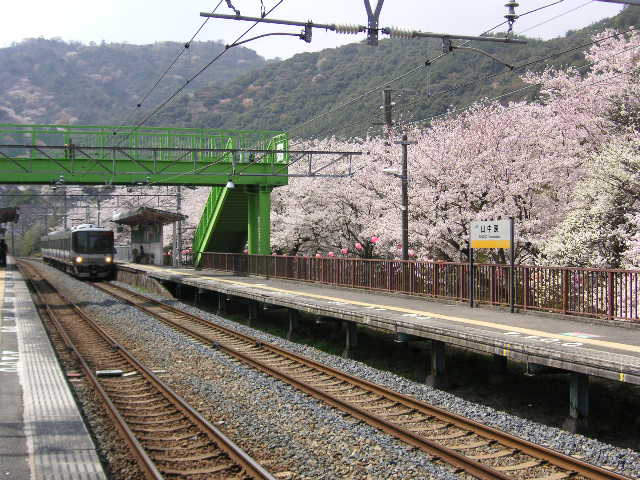
山中渓駅
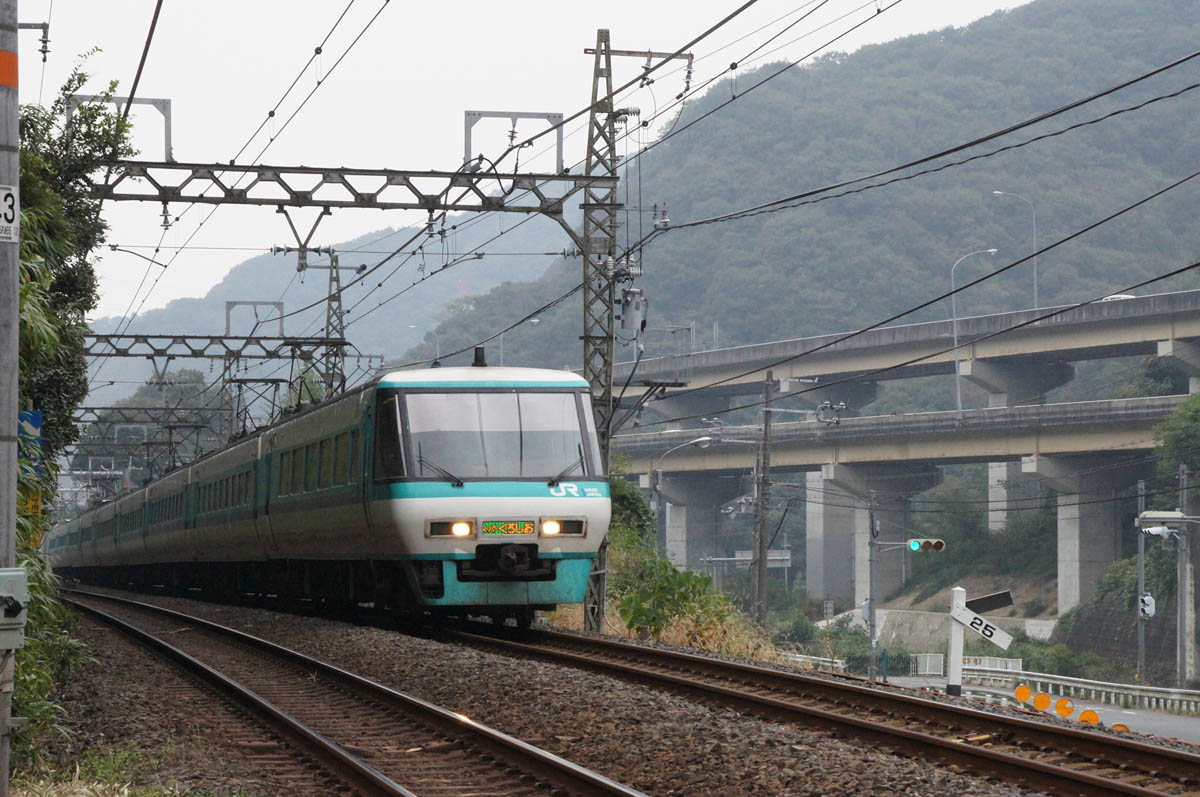
雄ノ山峠付近では阪和道と府道64号と並走する

### 鳳駅 - 東羽衣駅間（支線）

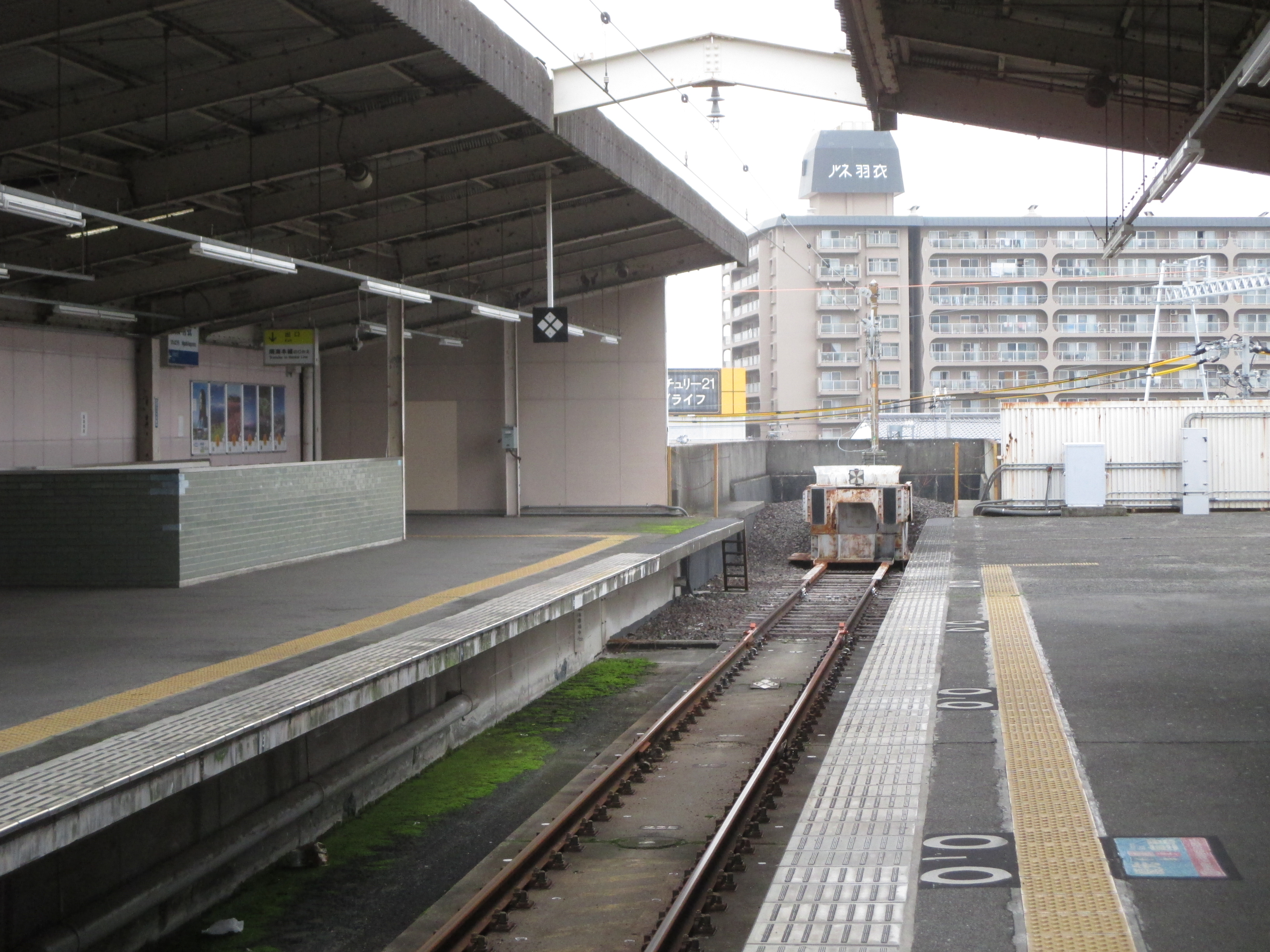
全区間単線であり、東羽衣駅で線路は途切れている。
（2015年11月22日）

羽衣線の列車は、鳳駅西側の5番のりばから発着する。ホームは島式であり、かつては反対側は6番のりばとして使用されていたが、現在はホームの端に柵が設けられており線路は撤去されている。ホームと線路は右にカーブしている。列車が鳳駅を発車してもしばらく右カーブが続き進行方向を南から西に変える。程なく線路は高架区間に入り徐々に高度をあげる。羽衣線のほぼ中間地点にある片側3車線の道路が国道26号（第二阪和国道）である。その国道26号を越えて西進する。地面の標高自体下がってくるため、高架のままではあるがこの先東羽衣駅まで下り坂である。やや右カーブした箇所を通り過ぎると終点の東羽衣駅に到着する。すぐ西側には南海本線羽衣駅がある。

## 運行形態
阪和線内運転の列車のほか、大阪環状線・関西空港線・紀勢本線（きのくに線）や、梅田貨物線を経由してJR京都線・琵琶湖線に直通運転する列車も設定されている。待避設備は鶴ケ丘駅・杉本町駅・上野芝駅・鳳駅・和泉府中駅・東岸和田駅・東貝塚駅・熊取駅・日根野駅・長滝駅・和泉砂川駅・紀伊駅にある。
2023年3月18日ダイヤ改正時点での運行概況は次の通り。
日中の1時間あたりの運行本数は、特急「くろしお」が1本、特急「はるか」が2本、関空快速・紀州路快速が大阪環状線 - 関西空港駅・和歌山駅間で4本、区間快速が天王寺駅 - 熊取駅間で4本、普通が天王寺駅 - 鳳駅間で4本である。
| 種別＼駅名       | …                                    | 天王寺 | 天王寺 | …   | 鳳  | 鳳                             | …                              | 熊取                           | 熊取                           | 日根野                         | 日根野                         | …                              | 和歌山                         | 和歌山                         | …                              |
| ---------------- | ------------------------------------ | ------ | ------ | --- | --- | ------------------------------ | ------------------------------ | ------------------------------ | ------------------------------ | ------------------------------ | ------------------------------ | ------------------------------ | ------------------------------ | ------------------------------ | ------------------------------ |
| 特急「くろしお」 | 新大阪←                              | 1本    | 1本    | 1本 | 1本 | 1本                            | 1本                            | 1本                            | 1本                            | 1本                            | 1本                            | 1本                            | 1本                            | 1本                            | →白浜または新宮                |
| 特急「はるか」   | 京都←                                | 2本    | 2本    | 2本 | 2本 | 2本                            | 2本                            | 2本                            | 2本                            | 2本                            | 2本                            | →関西空港                      | →関西空港                      | →関西空港                      | →関西空港                      |
| 紀州路快速       | 大阪環状線内← （日根野まで併結運転） | 4本    | 4本    | 4本 | 4本 | 4本                            | 4本                            | 4本                            | 4本                            | 4本                            | 4本                            | 4本                            | 4本                            |                                |                                |
| 関空快速         | 大阪環状線内← （日根野まで併結運転） | 4本    | 4本    | 4本 | 4本 | 4本                            | 4本                            | 4本                            | 4本                            | 4本                            | 4本                            | →関西空港                      | →関西空港                      | →関西空港                      | →関西空港                      |
| 区間快速         |                                      | 4本    | 4本    | 4本 | 4本 | 4本                            | 4本                            | 4本                            | 4本                            |                                |                                |                                |                                |                                |                                |
| 普通             |                                      | 4本    | 4本    | 4本 | 4本 | 一部熊取、日根野、和泉砂川発着 | 一部熊取、日根野、和泉砂川発着 | 一部熊取、日根野、和泉砂川発着 | 一部熊取、日根野、和泉砂川発着 | 一部熊取、日根野、和泉砂川発着 | 一部熊取、日根野、和泉砂川発着 | 一部熊取、日根野、和泉砂川発着 | 一部熊取、日根野、和泉砂川発着 | 一部熊取、日根野、和泉砂川発着 | 一部熊取、日根野、和泉砂川発着 |

### 天王寺駅 - 和歌山駅間

#### 特急

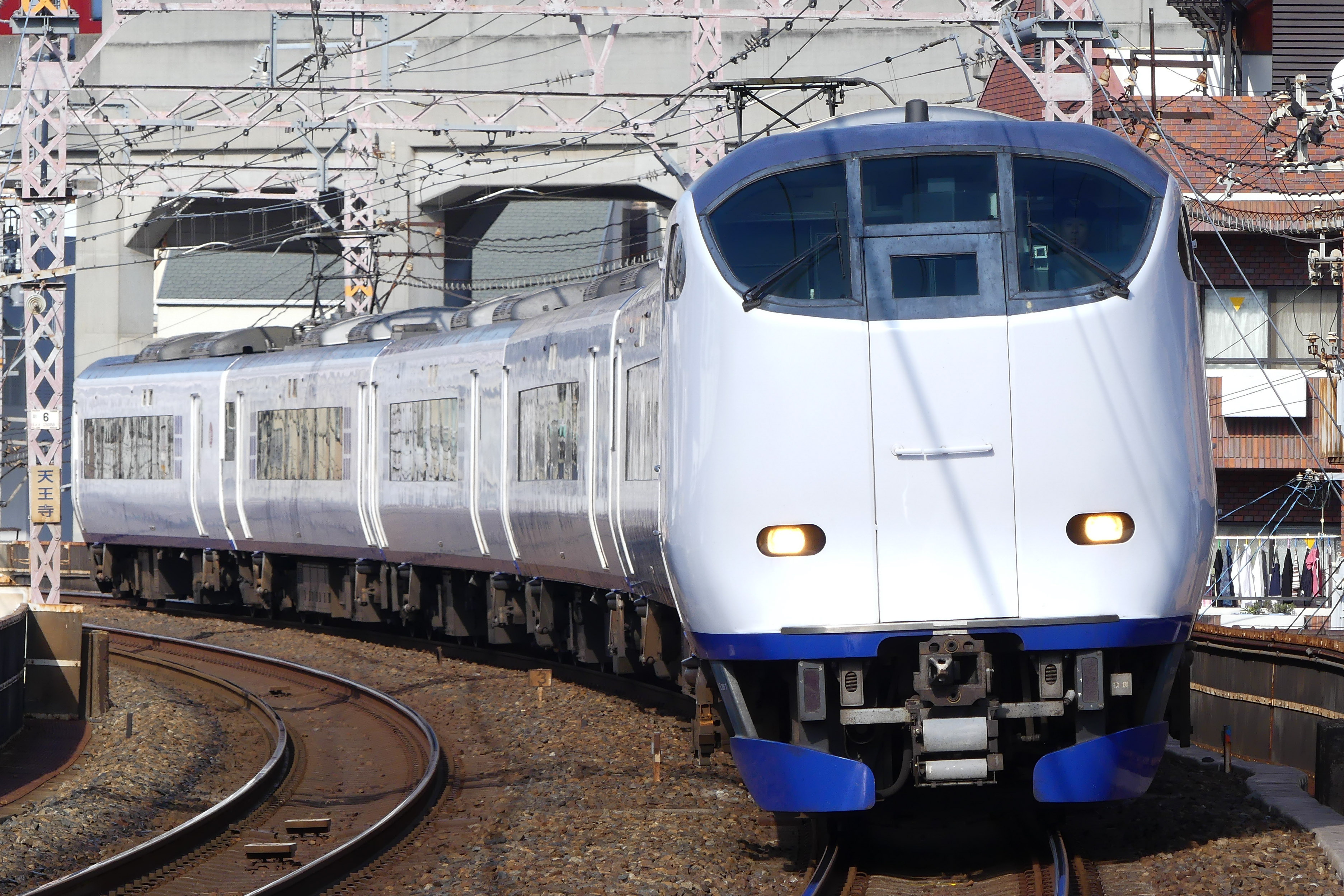
特急「はるか」（美章園駅）

特急は、京都・新大阪方面から梅田貨物線・大阪環状線・当線を経て、きのくに線に直通する南紀方面への「くろしお」（283系・287系・289系使用）と、関西空港への空港連絡列車として関西空港線に直通する「はるか」（281系・271系使用）が運転されている。「くろしお」は日中は1時間に1本、「はるか」は概ね1時間に2本が運転されている。多客期には臨時列車も運転されている。「はるか」は新型コロナウイルス感染症流行の影響で2020年9月から2022年6月までは日中の列車が運休していた。
「くろしお」は途中、全列車が日根野駅に停車し、「はるか」は阪和線内は原則無停車である。ただし、朝晩は新大阪駅・天王寺駅-和歌山駅・海南駅間において通勤特急としての需要を持つため、「くろしお」は朝の下りと夜の上りのみ和泉府中駅と和泉砂川駅に、「はるか」は朝の京都行きと夕夜間の関西空港行きのみ、和泉府中駅と日根野駅に停車する。

#### 快速

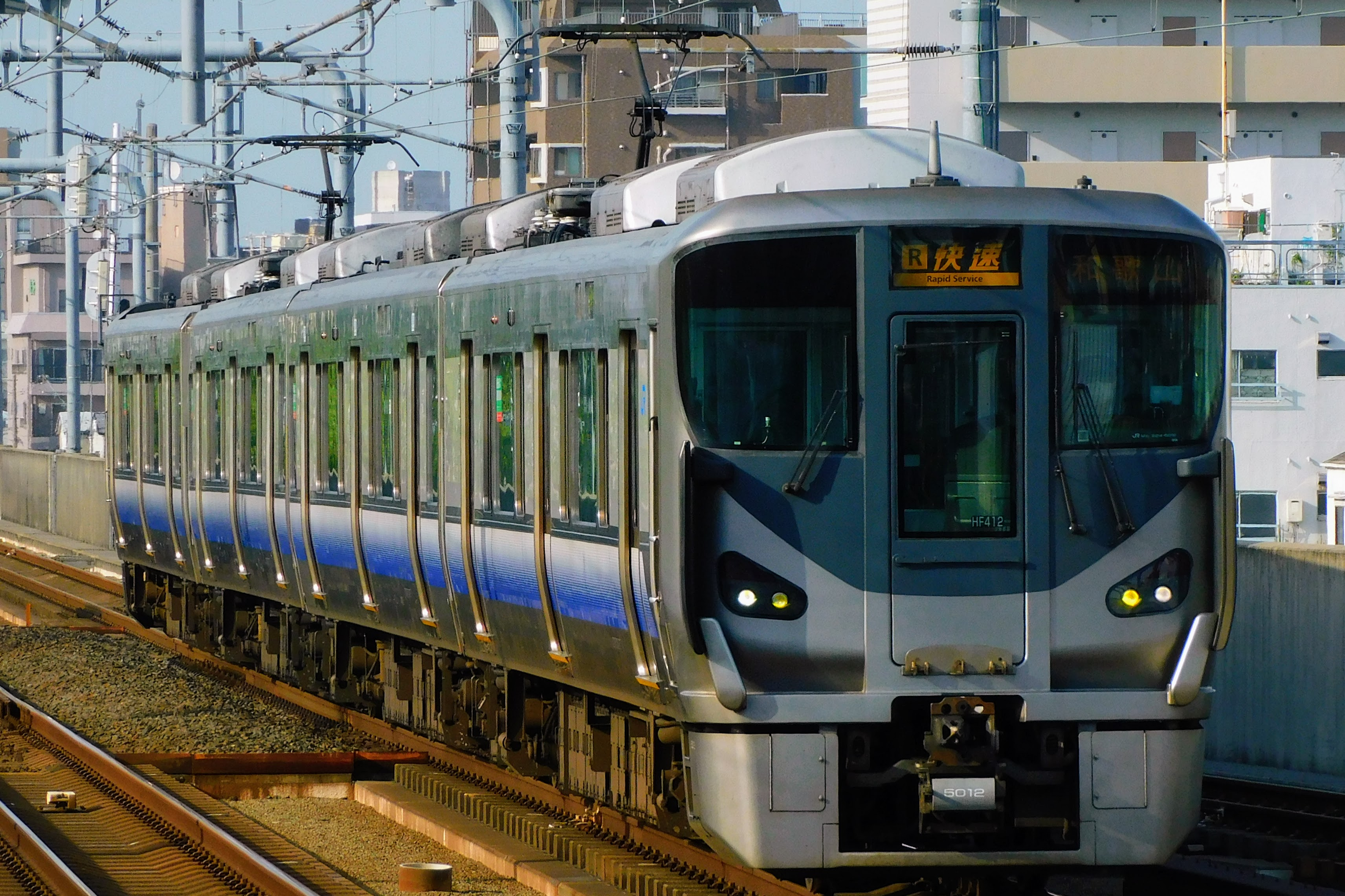
225系5000番台の快速列車（鶴ケ丘駅）

広義の快速列車（区間快速を除く）のうち、阪和線の天王寺発着かつ関空快速と併結しない列車、および大阪環状線から直通する鳳・東岸和田・日根野行きの列車は「快速」を称する。全列車223系0・2500番台、225系5000・5100番台で運転されている。日中時間帯は運転されていない。
阪和線の天王寺駅発着列車の一部は、きのくに線に直通する。以前は日中にも天王寺駅 - きのくに線御坊駅・紀伊田辺駅間を直通する列車が1時間1本あったが、2000年3月11日のダイヤ改正で大半が系統分割されて和歌山駅発着になり、以後は朝晩に限って設定されている。きのくに線区間では基本4両編成での運用のため、8両編成運転の列車は日根野駅または和歌山駅で後ろ4両の切り離しを行う。また和歌山駅発着の列車も一部は日根野駅で連結・切り離し作業を行う。このうち、下り列車は駅の発車標で行先が「和歌山・日根野」と表示される。
2022年3月12日改正時点のダイヤでは天王寺駅 - 和歌山駅間を最速58分で運転している。特急以外では最速種別であるが、停車駅が増加傾向にあることと、途中駅で特急列車の通過待ちをする列車が多いため、同区間で60分を切る列車は土休日ダイヤの1本のみである。
かつて朝6時台・夜22時台（天王寺発は23時台）には新大阪発のきのくに線直通列車（朝は湯浅行き、夜は御坊行き）が存在したが、2018年3月17日のダイヤ改正で新大阪駅への乗り入れは消滅。土休日朝運転の湯浅行き以外は、きのくに線直通となった大阪環状線内を始発とする紀州路快速に置き換えられた（土休日朝の湯浅行きは天王寺発の快速列車として存続したが、2022年3月12日のダイヤ改正で大阪環状線内を始発とする紀州路快速となった。また、従来御坊行きが運転されていた時間帯には「くろしお」が増発されている）。この列車は「はるか」や「くろしお」などと同じく梅田貨物線を走るため大阪駅を経由しなかった。深夜に運転される列車に関しては、165系電車を使用し、1999年10月2日のダイヤ改正で紀伊田辺行きに変更されるまで夜行列車として新宮駅まで運転されていた。この列車は2002年3月23日ダイヤ改正で221系に置き換えられ、2010年3月13日のダイヤ改正で御坊行きに変更された。
かつては朝・夕方ラッシュ時に天王寺駅発着で和歌山線・きのくに線に直通する列車（両線直通列車を併結したいわゆる多層建て列車）もあった。2008年3月14日までは日根野駅で関空快速と併結する和歌山発天王寺行きも設定されていた。
紀伊駅は1988年3月13日から1999年5月9日まで、六十谷駅は1993年3月18日から1999年5月9日までラッシュ時のみ停車していた。紀伊中ノ島駅は国鉄時代からラッシュ時のみ停車していたが、1993年3月18日からは通過となった。また、日根野駅は1994年9月3日までは原則通過駅で、当時の日根野電車区に出入りする列車のみが停車する「快速始発駅」であった。
2008年3月15日のダイヤ改正で和歌山駅発着の快速のほとんどは大阪環状線直通の関空快速・紀州路快速となり、天王寺駅 - 和歌山駅・きのくに線間の列車は朝・夕ラッシュ時と夜間の運転になった。2011年3月12日のダイヤ改正では、日中の大半の天王寺駅 - 日根野駅間の列車が区間快速に置き換えられる一方で、はんわライナー廃止に伴い夕方以降に天王寺駅 - 和歌山駅間の列車が設定された。
過去には4ドア車も運用され、103系が1968年10月1日 から2012年3月16日まで、205系1000番台が1988年3月13日から2012年3月16日まで、205系0番台が2007年3月18日から2010年12月1日まで運用されていた。また3ドア車は、113系が1972年3月15日から2011年12月10日まで、奈良電車区（現在の吹田総合車両所奈良支所）所属の221系が2000年3月11日 から2010年12月1日まで運用されていた。

#### 直通快速

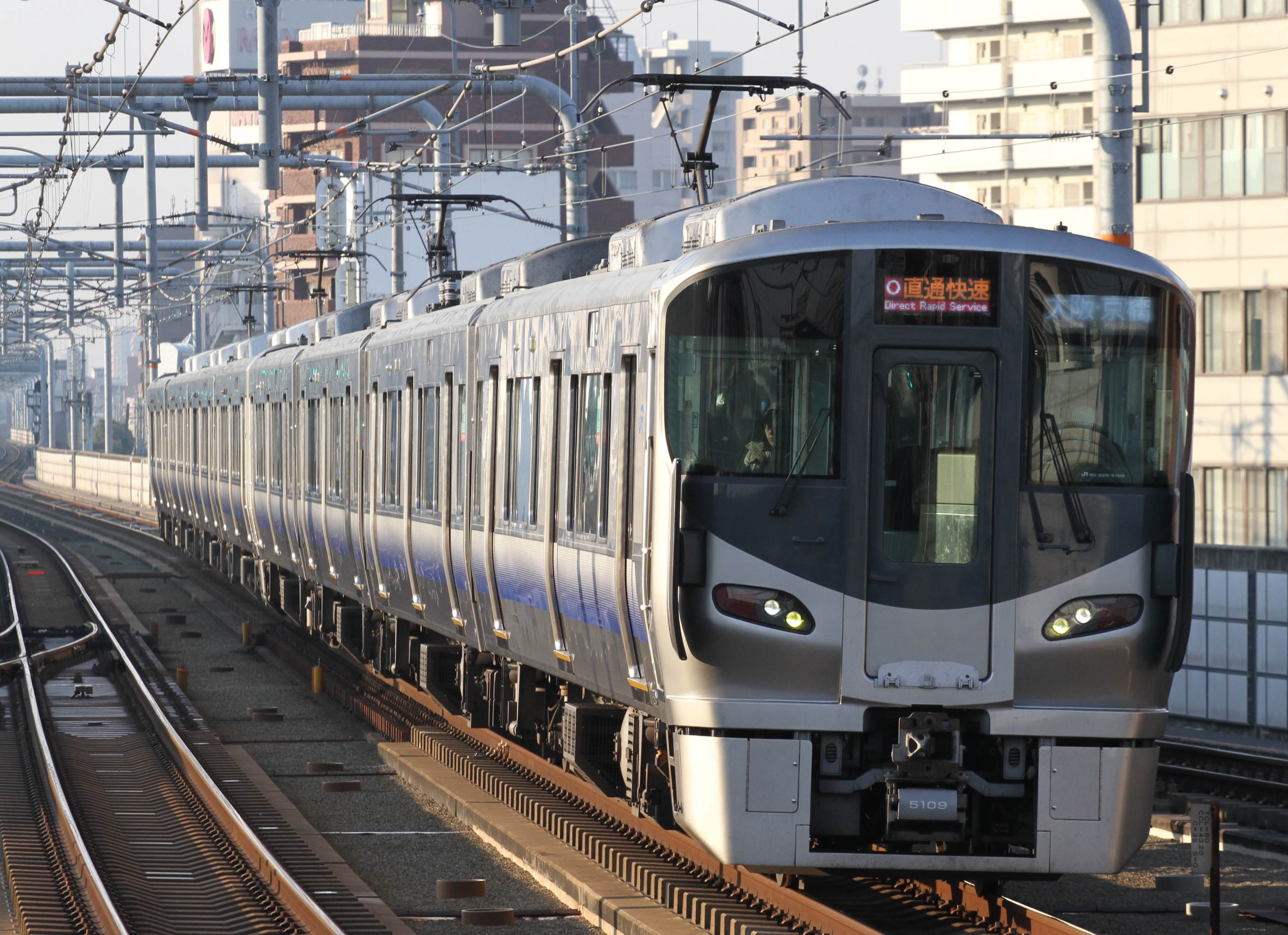
225系5100番台の直通快速（鶴ケ丘駅）

広義の快速列車（区間快速を除く）のうち、大阪環状線内で各駅に停車する列車は発駅にかかわらず「直通快速」を称する。
2008年3月15日のダイヤ改正で新設され、平日の朝ラッシュ時に大阪環状線外回りを経由して大阪・京橋方面に運転されている。阪和線内の停車駅は快速と同じである。全列車223系0・2500番台、225系5000・5100番台で運転されている。関空・紀州路快速と同様に関西空港・和歌山発系統を日根野駅で連結する列車も2本ある。
かつては下り列車も運転されていた。運転開始当初は大阪環状線から鳳行きと和歌山行きがそれぞれ1本ずつ運転されていたが、2011年3月12日のダイヤ改正から鳳行きは関西空港・和歌山行きに変更され、2012年3月17日のダイヤ改正で設定がなくなった。

#### 関空快速・紀州路快速

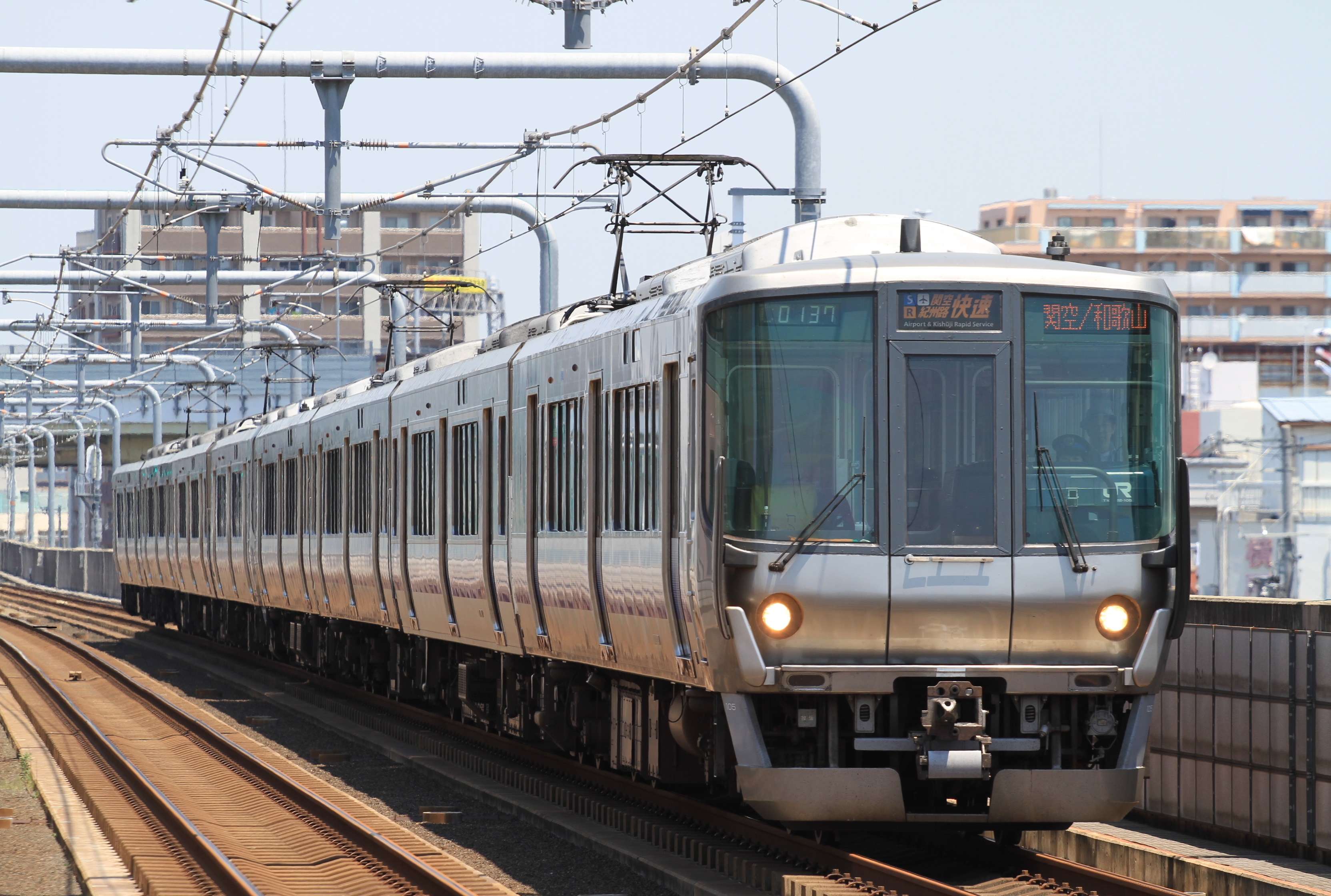
223系0番台の関空・紀州路快速（2017年5月20日）

広義の快速列車（区間快速を除く）のうち、大阪環状線内でも快速運転を行う関西空港駅発着列車および阪和線天王寺駅 - 関西空港駅間のみを運行する列車は「関空快速」を、大阪環状線内でも快速運転を行う和歌山駅発着列車（きのくに線直通を含む）および阪和線天王寺駅発着で関空快速と併結する列車は「紀州路快速」を、それぞれ称する。
日中は大阪環状線天王寺駅 - 大阪駅 - 関西空港駅・和歌山駅間で1時間に4本運転される。基本的に大阪環状線 - 日根野駅間では関空快速と紀州路快速を併結して8両編成で運転されており、関空快速が関西空港・和歌山寄りに、紀州路快速が天王寺・大阪寄りに連結されている。天王寺駅 - 日根野駅間の停車駅は快速と同じで、紀州路快速は日根野駅 - 和歌山駅間では朝の一部列車を除き各駅に停車する。紀州路快速は、きのくに線紀伊田辺発や湯浅駅・海南駅・御坊駅発着の列車も設定されている。全列車223系0・2500番台、225系5000・5100番台で運転されている。
関空快速は、特急「はるか」とともに関西国際空港へのアクセス列車として、天王寺駅 - 関西空港駅間において関空開港日の1994年9月4日から運転されている。2008年3月14日まではJR難波駅発着列車も設定されていた。
紀州路快速は、大阪方面から和歌山への観光客や通勤客の増大を図ろうと、これまでの京都・新大阪方面からの特急列車に加えて、1999年5月10日の改正で新設された列車である。2011年3月11日までは日根野駅 - 和歌山駅間でも原則、快速運転を行っていた。
なお、1995年4月20日から1999年5月9日までは、関空快速よりもさらに停車駅が少ない関空特快「ウイング」も運転されていた。

#### 区間快速

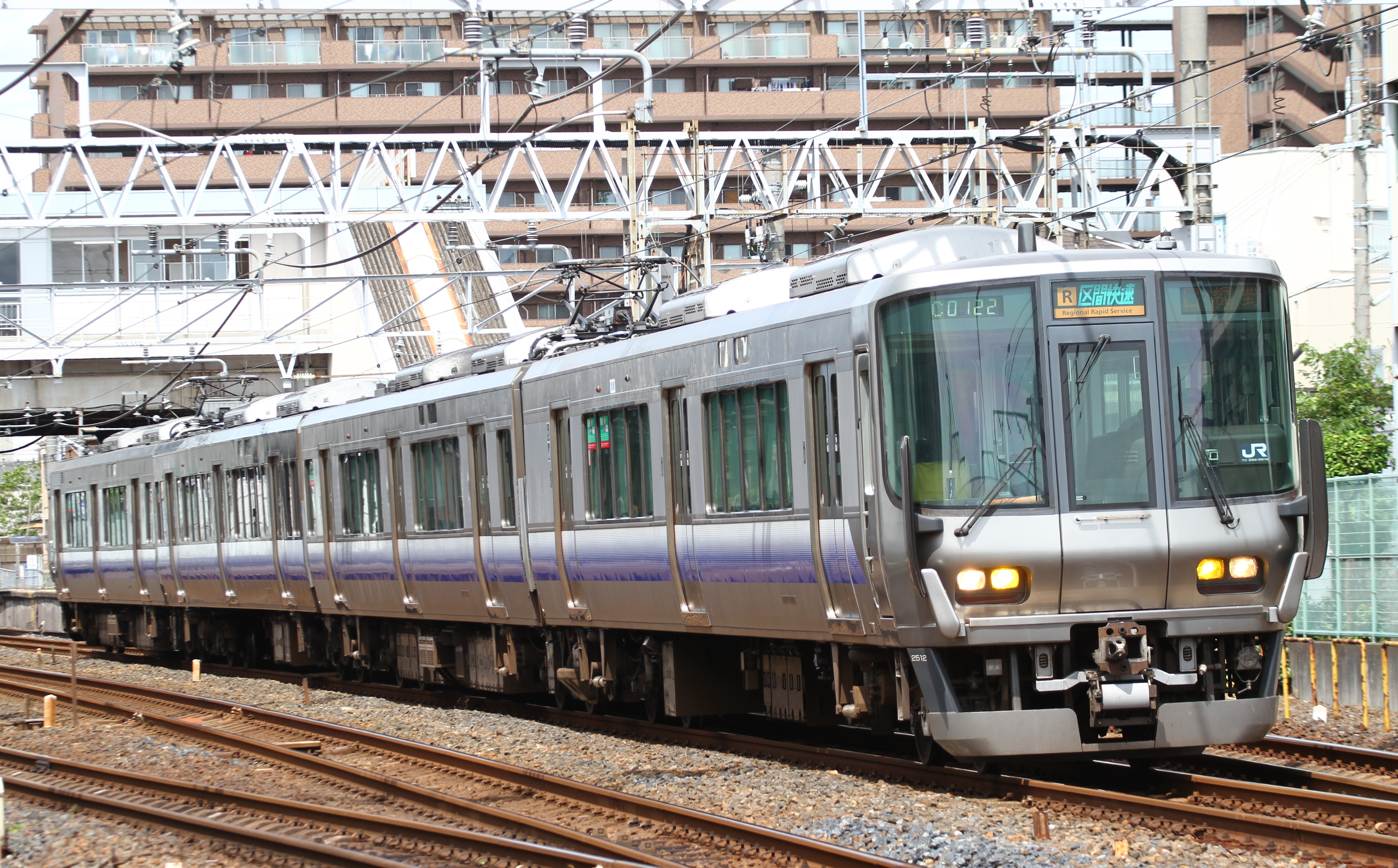
223系2500番台の区間快速日根野行き（2017年7月1日）

区間快速は、天王寺駅 - 鳳駅間の快速停車駅と、鳳駅 - 和歌山駅間の各駅に停車する列車である。
日中は天王寺駅 - 熊取駅間、朝と夕方は天王寺駅 - 日根野駅間で1時間に4本運転されており、東岸和田駅で関空快速・紀州路快速と相互接続を行う。日根野駅以南では、平日朝ラッシュ時に和歌山行きが1本、和歌山発が3本設定されている。全列車223系0・2500番台、225系5000・5100番台で運転されている。
前身は阪和電気鉄道時代からの急行および準急で、1958年11月7日に両者を統合の上、紀勢本線直通列車種別と識別するために直行に改称された。当時の停車駅は金岡駅（現在の堺市駅）・鳳駅と和泉府中駅 - 東和歌山駅（現在の和歌山駅）間の各駅であった。1968年10月1日のダイヤ改正では区間快速に再改称されるとともに、従来の直行停車駅を引き継ぐ列車のほか、堺市駅と鳳駅 - 和歌山駅間の各駅に停車する列車が新たに設定された。天王寺鉄道管理局内では前者を「区間快速A」、後者を「区間快速B」と呼んでいた。1972年3月15日に後者に統一された。1986年10月31日までの日中は1時間に2本の運転で、鳳駅で折り返しの普通と、熊取駅で快速とそれぞれ緩急接続していた。
1986年11月1日のダイヤ改正で三国ケ丘駅にも停車するようになったが、日中の列車が快速に格上げされ、1992年3月14日のダイヤ改正では、夕方以降の列車は快速に置き換えられた。この削減傾向は1999年5月10日に三国ケ丘駅が快速停車駅になってさらに強まった。この間、1986年11月1日から1999年5月9日まで鳳駅で折り返す列車も設定されていた（現在の鳳駅折り返し快速と同じ停車駅）。また2008年3月14日までは和泉砂川駅で折り返す列車も存在していた。
2003年10月1日に新大阪駅からの新幹線接続のために夜の日根野行きが設定され、鳳駅→日根野駅間の終電が繰り下げられた。また、2003年10月4日から2006年3月12日まで土曜・休日の朝に1往復のみ大阪環状線 - 鳳駅間の列車（大阪環状線内各駅に停車）が設定されていた。こうして、2011年3月11日までは朝ラッシュ時と日根野行きの最終列車のみの設定となっていたが、翌12日の改正より日中の運転が再開されている。2022年3月12日の改正で、輸送力の適正化を目的に、運転時間帯の拡大と日中時間帯の列車の熊取駅折り返しへの変更が行われた。

#### 普通

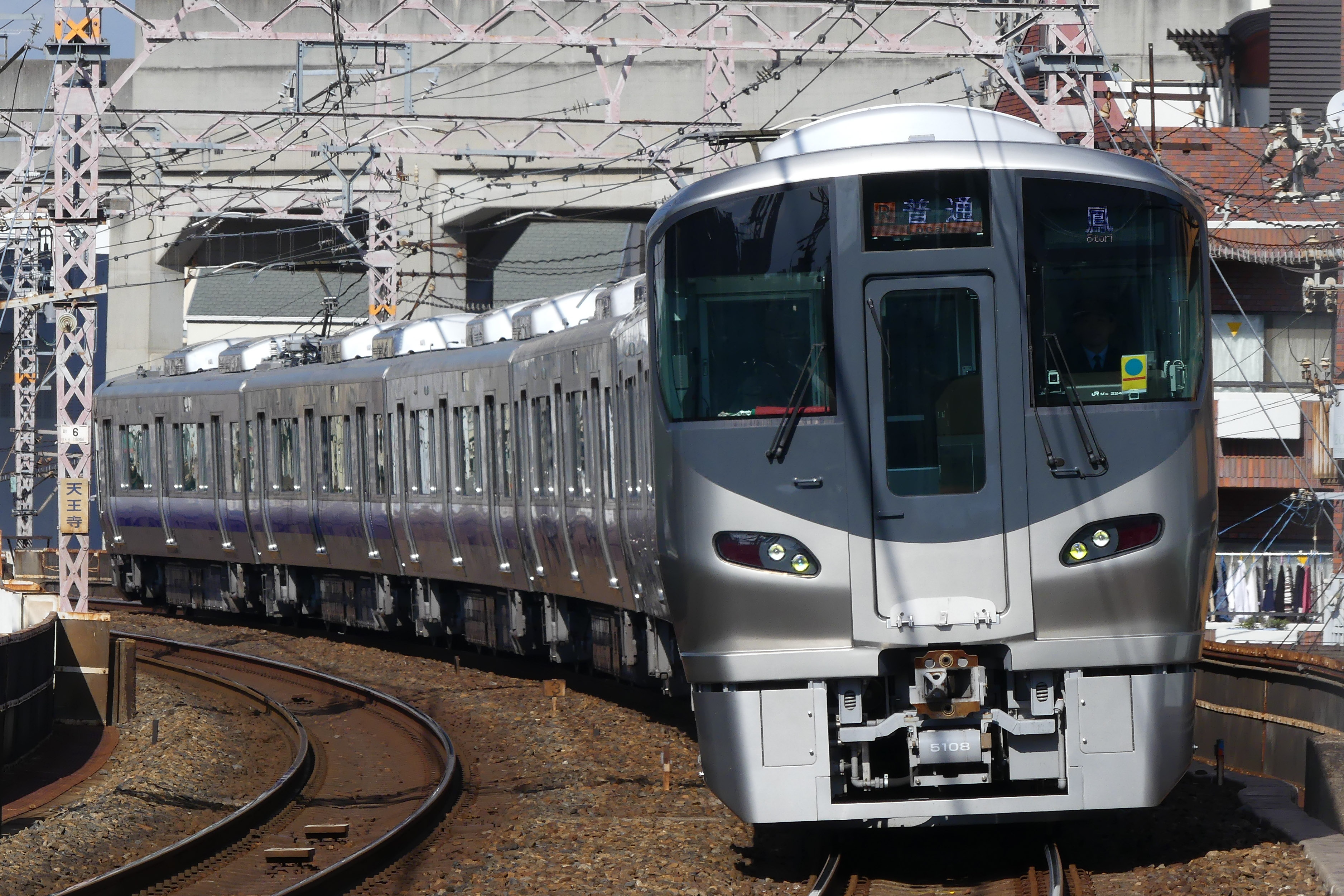
225系5100番台の普通列車（美章園駅）

普通は、運行区間内のすべての駅に停車する列車である。
日中時間帯は天王寺駅 - 鳳駅間で1時間に4本運転されている。この時間帯は鶴ケ丘駅と上野芝駅で関空快速・紀州路快速、杉本町駅で区間快速の通過待ちを行う。朝晩は熊取駅・日根野駅・和泉砂川駅・和歌山駅発着およびきのくに線御坊始発の設定がある。全列車223系0・2500番台、225系5000・5100番台で運転されている。
国鉄時代のうち昭和40年代までは杉本町駅・鳳駅・和泉府中駅・東岸和田駅・東貝塚駅・熊取駅・和泉砂川駅など折り返しパターンが多彩であったが、昭和50年代になると鳳駅・東岸和田駅折り返しに集約され、日根野方面まで来る列車は朝晩のみであった。この当時は区間快速が2011年3月12日以降と同様に日中にも運転されており、普通の代わりに鳳駅・東岸和田駅 - 和歌山駅間の各駅の輸送を担っていたためである。この当時は天王寺駅 - 和歌山駅間で各駅に停車する列車は1日2往復のみであった。1986年11月1日のダイヤ改正では区間快速が快速に格上げされた関係で日中時間帯の普通の運転系統が天王寺駅 - 和泉砂川駅・和歌山駅間に延長された。1992年3月14日の改正で、夕方の区間快速が快速になったため、この時間帯の普通も運転区間が延長された。2011年3月12日のダイヤ改正で日中の鳳駅 - 日根野駅間は区間快速が、日根野駅 - 和歌山駅間は紀州路快速がそれぞれ各駅に停車することとなったため、鳳駅以南では日中の運用が消滅した。
過去には4ドア車の103系（4・6両編成）および205系（4・6両編成）、3ドア車の113系（2・6両編成）および223系2両編成を2本連結した4両編成も使用された。
毎年大晦日深夜から翌年の元旦にかけては、普通のみ天王寺駅 - 鳳駅間で終夜運転を行っていたが、2018年末をもって取り止めとなり、2019年末は全線で終夜運転は行われないこととなった。なお、過去には2017年まで天王寺駅発鳳行き最終列車を日根野駅まで延長運転したほか、大和路線JR難波駅まで乗り入れていた時期もあった。

### 快速列車の推移
阪和線の快速列車は、1958年10月1日にそれまで「特急」と呼ばれていた列車を「快速」に名称を変更したのが最初である。当時は1時間に1本の運転で、鳳駅・紀伊中ノ島駅に全列車が、金岡駅（現在の堺市駅）・和泉砂川駅に一部の列車が停車していた。
また同日からそれまで「急行」電車と「準急」電車と別々に運転していたものを統合した上で「直行」に変更した種別も運転を開始した。直行は1時間に2本の運転で、金岡駅（現在の堺市駅）・鳳駅と和泉府中駅 - 東和歌山駅（現在の和歌山駅）間の各駅に停車した。1968年10月1日のダイヤ改正で「直行」が「区間快速」に名称を変更し、鳳駅 - 和歌山駅間を各駅に停車する区間快速も運転されるようになった。
1972年3月15日に阪和線でも新快速が運転開始し、鳳駅にのみ停車して阪和間の所要時間が戦前の超特急と同じレベルの45分で結ばれた。しかし、1977年3月15日に熊取駅と和泉砂川駅が停車駅に追加され、1978年10月2日改正で廃止された。同改正では紀勢本線和歌山駅 - 新宮駅間の電化が完成したことを受け、天王寺駅 - 和歌山駅間の快速が1時間に2本（うち1本は紀勢本線直通）とされた。1986年11月1日のダイヤ改正からは天王寺駅 - 熊取駅・日根野駅間運転の快速が1時間に2本加わって、天王寺駅 - 熊取駅または日根野駅間では1時間に4本の運転となった。和歌山駅発着と紀勢本線直通には113系が、熊取駅・日根野駅発着の快速には103系が充当された。
1988年3月13日のダイヤ改正で、熊取駅 - 和歌山駅間の各駅に停車するB快速が日中1時間に1本新設された。1989年3月11日のダイヤ改正でさらに快速が増発され、1時間に天王寺駅 - 和歌山駅間が3本（うち1本は紀勢本線直通）と天王寺駅 - 日根野駅間が3本に揃えられ、天王寺駅基準で10分に1本の運転になった。
関西国際空港開港に合わせた1994年9月4日改正では「関空快速」が新設された。従来の日根野発着の「快速」を改称し、関西空港線関西空港駅まで延長して、大阪環状線および大和路線JR難波駅への乗り入れを開始した。続く1995年4月20日からは関空快速を速達化した関空特快「ウイング」が運転を開始した。1999年5月10日改正では関空特快の廃止に代わって「紀州路快速」が新設され、おおむね2015年3月14日現在で運転されている列車種別が出揃うことになる。この1999年改正から、三国ケ丘駅・紀伊駅・六十谷駅にすべての快速が停車するようになり、阪和線では日中1時間あたり、関空快速・紀州路快速が2本、単独の関空快速が1本、きのくに線直通の快速が1本、天王寺駅 - 日根野駅間の快速が2本の運転となった。
天王寺駅構内の大和路線との連絡線が複線・立体交差化された2008年3月15日改正では、関空快速の大和路線JR難波駅乗り入れが廃止され、日中の天王寺駅 - 和歌山駅間の快速とともに大阪環状線直通の関空快速・紀州路快速に統合され、関空快速・紀州路快速が日中1時間に3本となった。また、大阪環状線内で各駅に停車する直通快速も朝ラッシュ上りに運転が開始された。2011年3月12日改正では、日中に区間快速が設定され、関空快速・紀州路快速が4本、天王寺駅 - 日根野駅間の区間快速が4本となった。

### 過去の列車
ここでは1944年の国有化以降の運行状況を記述する。阪和電気鉄道時代の列車については以下を参照のこと。
- 黒潮号 … 黒潮号
- 超特急 … 阪和電気鉄道#ノンストップ超特急
- 特急・急行・準急・直急・ハイキング列車・海水浴臨時急行 … 阪和電気鉄道#超特急以外の列車、阪和電気鉄道#駅一覧

#### 料金不要の「特急」「急行」「準急」
阪和線では、戦時中の私鉄編入路線の流れで、次項の有料準急「きのくに」が登場する1958年まで、追加料金不要の速達電車を「特急」「急行」「準急」と称していた。特急は1950年に設定され、当初は途中ノンストップであったが、1951年には紀伊中ノ島駅に、1952年には鳳駅と和泉砂川駅に停車するようになった。当初は52系、後に70系が使用された。1958年に快速に改称された。
急行は1949年に設定され、金岡駅（現在の堺市駅）・鳳駅・和泉府中駅・東岸和田駅・和泉砂川駅・紀伊中ノ島駅に停車していた。準急は1946年に設定され、金岡駅（現在の堺市駅）と鳳駅以南の各駅に停車していた。1958年に急行と準急が統合され、直行に改称された。

#### 特急「あすか」
1965年 - 1967年に名古屋駅 - 東和歌山駅（現：和歌山駅）間を阪和貨物線経由で運行された気動車特急。

#### はんわライナー

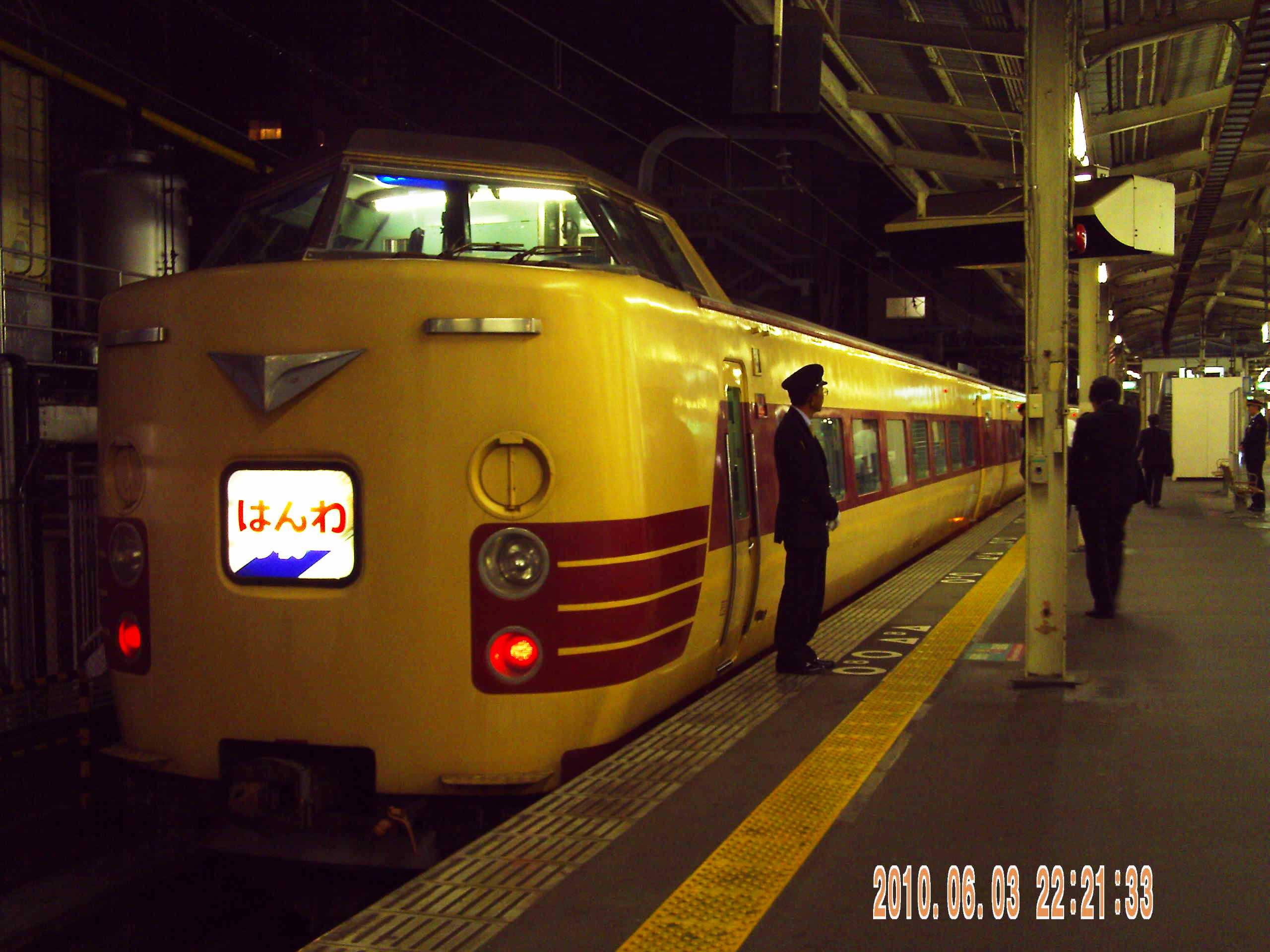
381系による「はんわライナー」（天王寺駅）

国鉄時代の1984年9月1日から天王寺駅 - 日根野駅間で運転を開始した「ホームライナーいずみ」が前身で、特急「くろしお」で運用された列車が日根野電車区に入区するための回送列車を、座席整理券を要する座席定員制の列車として客扱いしたもので、関西におけるホームライナーはこれが最初であり、下り列車が2本設定された。
1986年11月1日のダイヤ改正で、運転区間が和歌山駅まで延長され、名称も「はんわライナー」に変更されたが、2000年代以降の特急格上げなどによって次第に本数を減らし、2011年3月12日のダイヤ改正ですべて廃止された。
停車駅は、天王寺駅・鳳駅（下りのみ）・和泉府中駅・東岸和田駅・熊取駅・和泉砂川駅・和歌山駅。以前は平日で1日上り3本、下り6本が運転されていたが、2002年3月23日のダイヤ改正で下り1本が新大阪発紀伊田辺行きの特急「くろしお」に、2004年10月16日のダイヤ改正で1往復が新大阪駅 - 和歌山駅（上りは臨時列車扱いで海南発）間の特急「スーパーくろしお」に変更され、上り2本、下り4本となっていた。2009年3月14日のダイヤ改正で土曜・休日ダイヤの運転が廃止され、同年の6月1日より全面禁煙になった。
2010年3月13日に行われたダイヤ改正では、和歌山行きの下り列車は夜に4本、天王寺行きの上り列車は朝に3本運行される形をとっていた（上り6号のみ熊取発）。車両は基本的にはリニューアルが行われていない国鉄色の381系電車が使われていた。特急運用の間合いや車両の都合で「くろしお」用または「スーパーくろしお」用のものが用いられる場合もあり、この場合1号車のグリーン車は普通車扱いとしていた。
かつては車内販売も行っていた。土曜・休日ダイヤでは熊取駅で特急「はるか」に追い抜かれる列車や、東岸和田駅で特急「くろしお」に追い抜かれる列車もあった。また、ダイヤの大幅乱れが発生した際には、座席整理券不要で乗車できるケースがあった。

#### B快速
B快速は、天王寺駅 - 熊取駅間の快速停車駅と、熊取駅 - 和歌山駅間の各駅に停車していた列車である。
1988年3月13日のダイヤ改正で新設され、当初は日中にも1時間に1本運転されていた。しかし、1989年3月11日のダイヤ改正で日中の列車が廃止されると、以後は増減を繰り返しつつ少数が運行されるのみになる。基本的に天王寺駅 - 和歌山駅間での運転であったが、大阪環状線・梅田貨物線経由の新大阪行きや、きのくに線周参見発の列車も設定されていた。2018年3月17日のダイヤ改正にて、早朝の和歌山発新大阪行きのB快速は増発される特急「くろしお」に置き換えられる形で廃止され、阪和線天王寺発着列車も種別が変更されたため、B快速の名称は廃止となった。現在、阪和線天王寺発着で日根野以南の各駅に停車する和歌山方面の快速列車は紀州路快速として運行されている。
廃止直前には全列車が223系0・2500番台、225系5000・5100番台で運転されていた。8両編成で運転される列車も設定されていたが、日根野駅 - 和歌山駅間はホーム有効長の関係から4両編成で運転され、日根野駅で増解結を行っていた。2011年3月12日のダイヤ改正時点では、夜間の上り1本は103系または205系1000番台の4両編成で運転されていた。早朝の和歌山発新大阪行きは2011年12月10日まで113系電車4両編成で運転されていた。
なお、阪和線内の路線図にB快速の案内はなく、時刻表には、B快速であっても快速と同じ表記になっていた。列車内で掲出およびJRおでかけネットで提供されている停車駅案内 や「JTB時刻表」では「B快速」とは案内されておらず、単なる快速の停車駅違いの扱いであった。大阪環状線内では単に快速として案内されていた。

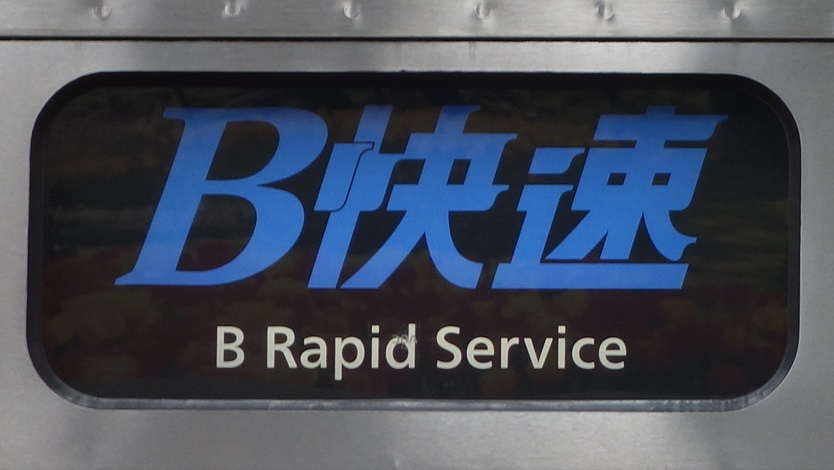
「B快速」種別幕
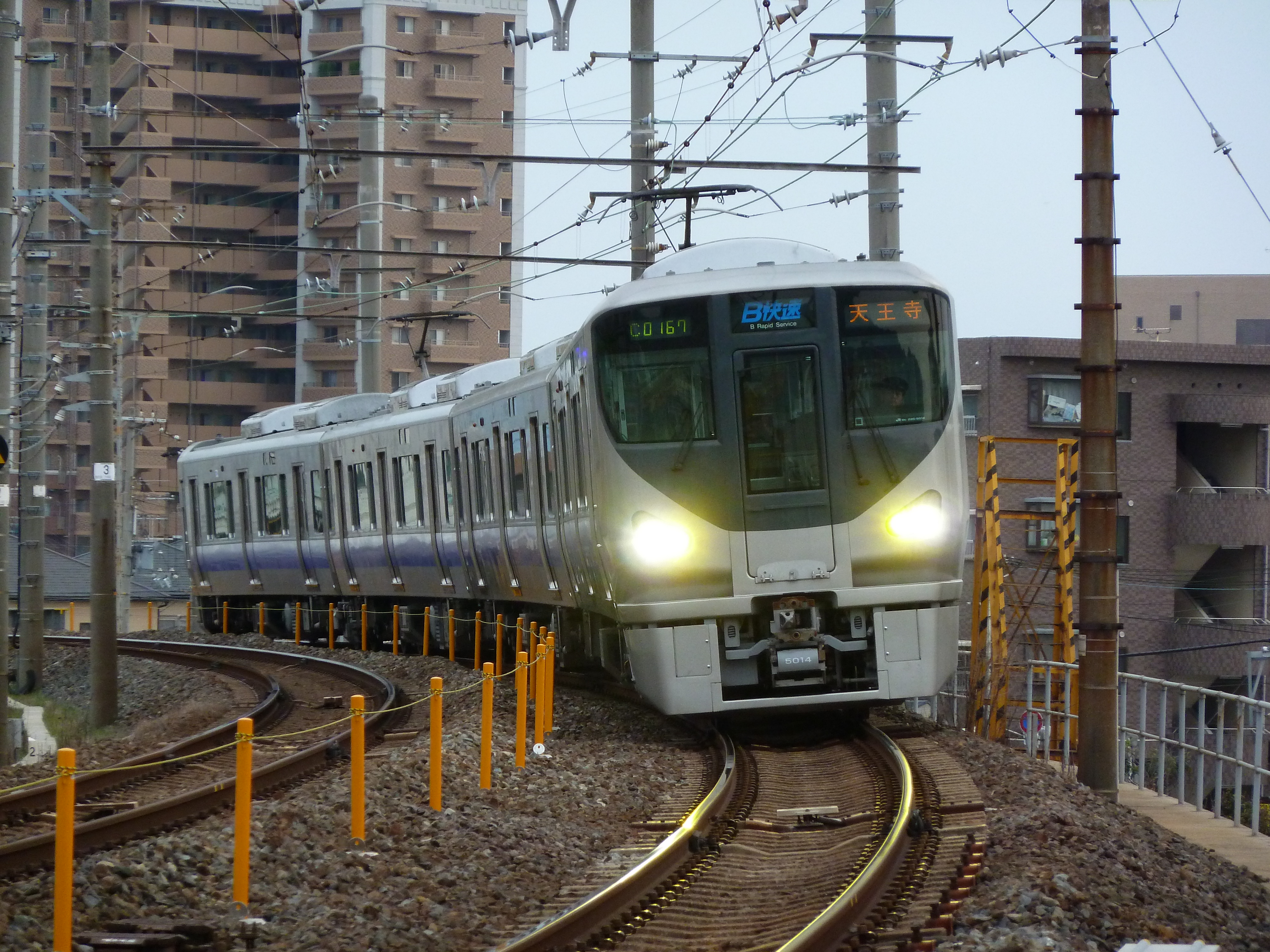
225系5000番台のB快速天王寺行き（紀伊中ノ島駅）

### 鳳駅 - 東羽衣駅間（羽衣線）
全列車がワンマン運転を行い、14 - 20分間隔（日中は15分間隔）でこの区間を折り返し運転している。車両は2018年3月17日のダイヤ改正から225系5100番台4両編成が使用されている。それまでは専用の103系3両編成を交代制で2編成使用していた。運行距離は1.7 km（所要時間3分）で、これはJR旅客6社で最も運転区間が短い営業列車の一つでもある。なお、羽衣線については大晦日の終夜運転は行われていない。
車内および駅の案内では羽衣線と呼称されることはなく、鳳駅での乗り換え案内では「東羽衣方面」、南海羽衣駅での乗り換え案内では「JR鳳行き」と案内されている。
2021年3月のダイヤ改正前まで長らく、近畿地方の都市間鉄道路線では珍しい曜日に関係なく同じダイヤで運行されていたが、同改正からは平日と土休日で別ダイヤとなっている。

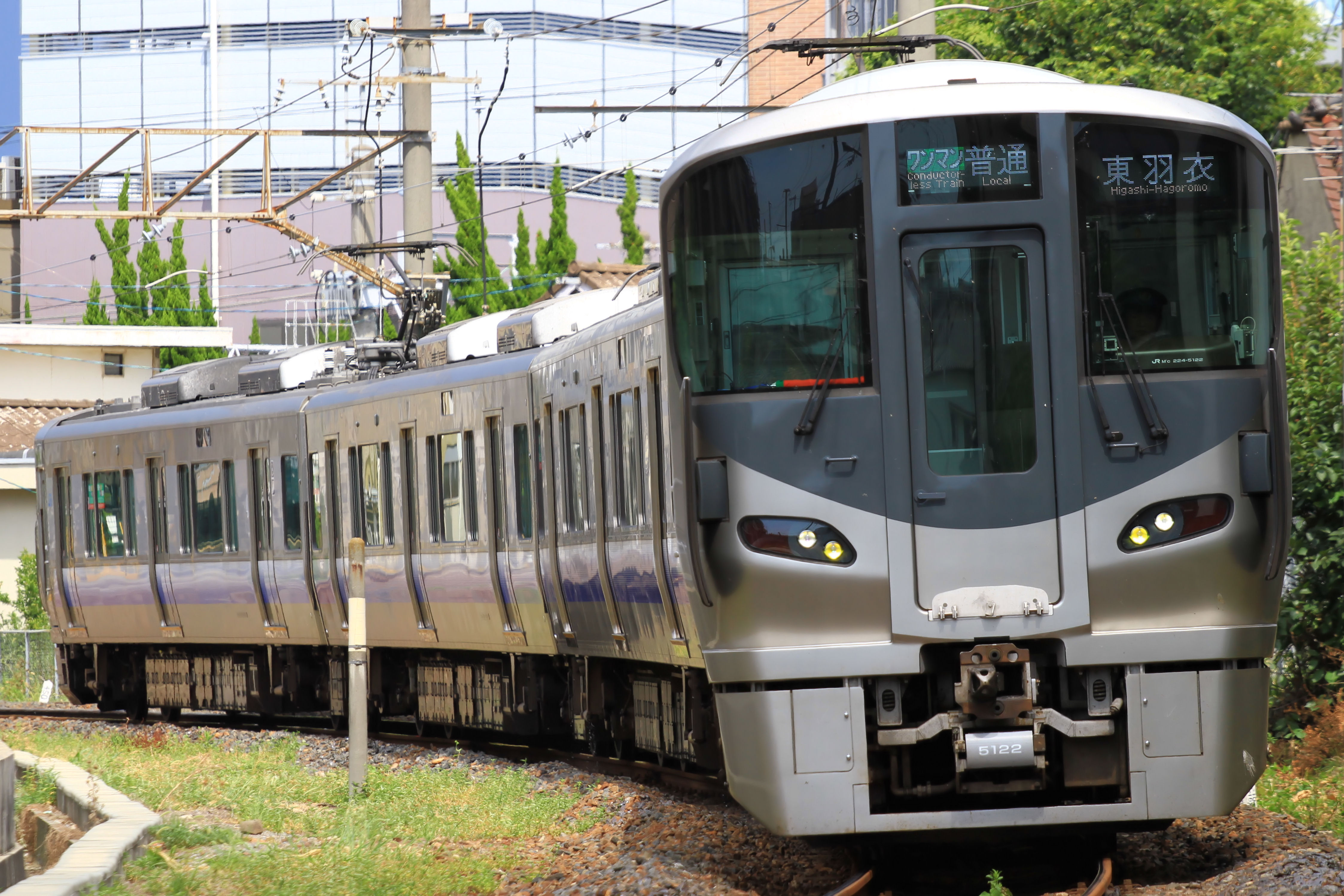
羽衣線 225系ワンマン車 （2018年8月 鳳駅 - 東羽衣駅間）
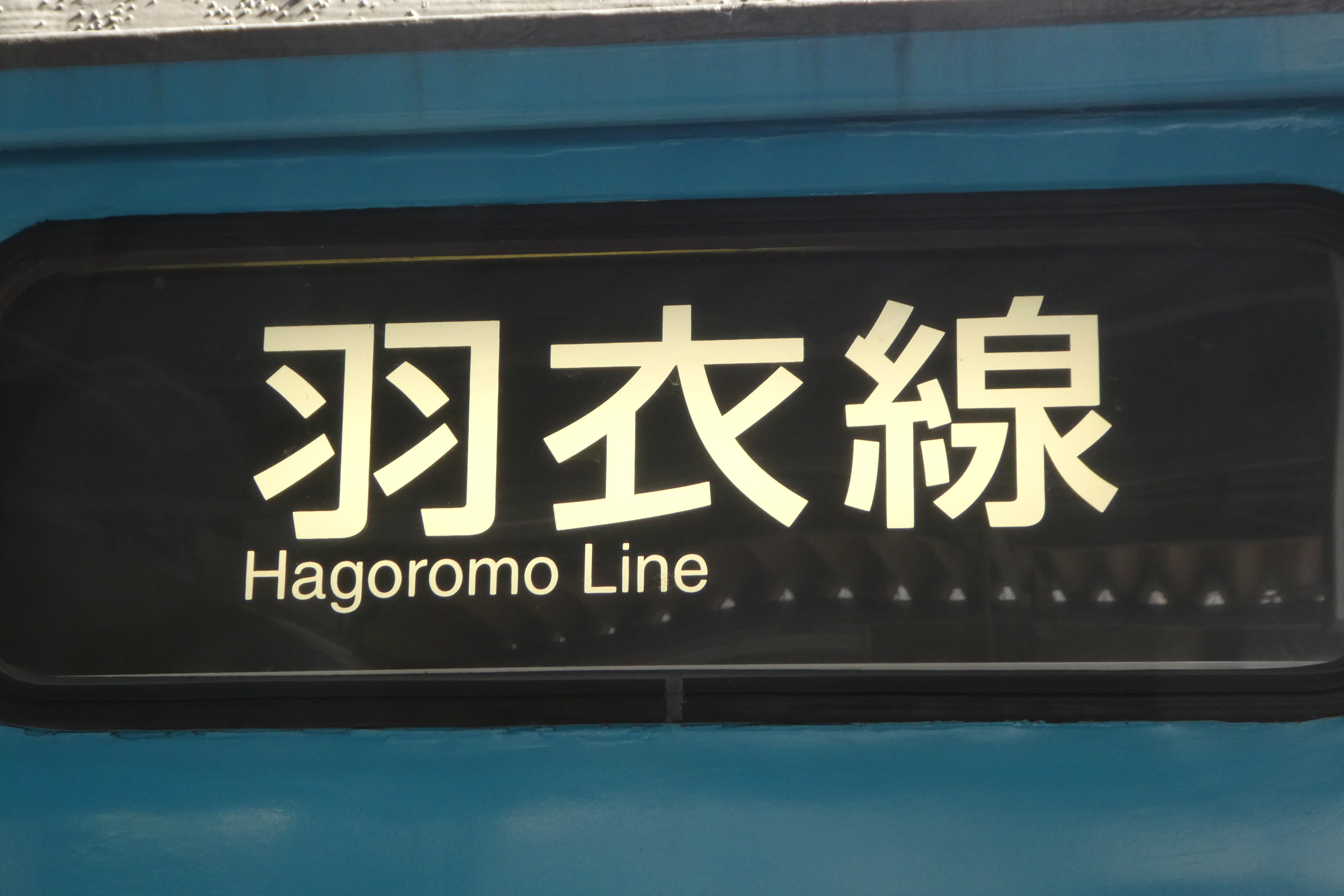
羽衣線103系の行先幕

## 女性専用車
天王寺駅 - 和歌山駅間では、平日・休日にかかわらず毎日、始発から終電まで、6両編成の225系による普通・区間快速・快速の3号車に女性専用車が設定されている。乗車位置には女性専用車の案内が表示されている。なお、ダイヤが乱れた際は女性専用車の設定が解除されることがある。
阪和線では2004年10月18日から女性専用車を導入し、始発から9時00分と17時00分から21時00分まで設定されていた が、2011年4月18日からは平日・休日にかかわらず毎日、始発から終電まで女性専用車が設定されるようになった。

## 使用車両

### 現在の使用車両
全列車がVVVFインバータ制御の電車で運転されており、289系以外は吹田総合車両所日根野支所（2012年6月1日に車両部門の組織改正が行われ、日根野支所は日根野電車区に相当する）、289系は同総合車両所京都支所（旧京都総合運転所）に配置されている。快速・普通列車用車両は全て2列＋1列の転換クロスシート・トイレつきの車両となっている。
前述の通り、並行私鉄との競合や、関西国際空港へのアクセス路線であることから、JR西日本では東海道・山陽本線（JR京都線・JR神戸線）、片町線（学研都市線）、福知山線（JR宝塚線）、北陸本線とともに、新形式車両が優先的かつ最初に投入される路線の一つになっている。

#### 特急列車
- 283系・287系・289系
  - 特急「くろしお」で使用されている。
  - 289系は北陸本線の特急「しらさぎ」専用車両だった683系2000番台を直流化改造したものである。
- 281系・271系
  - 特急「はるか」で使用されている。

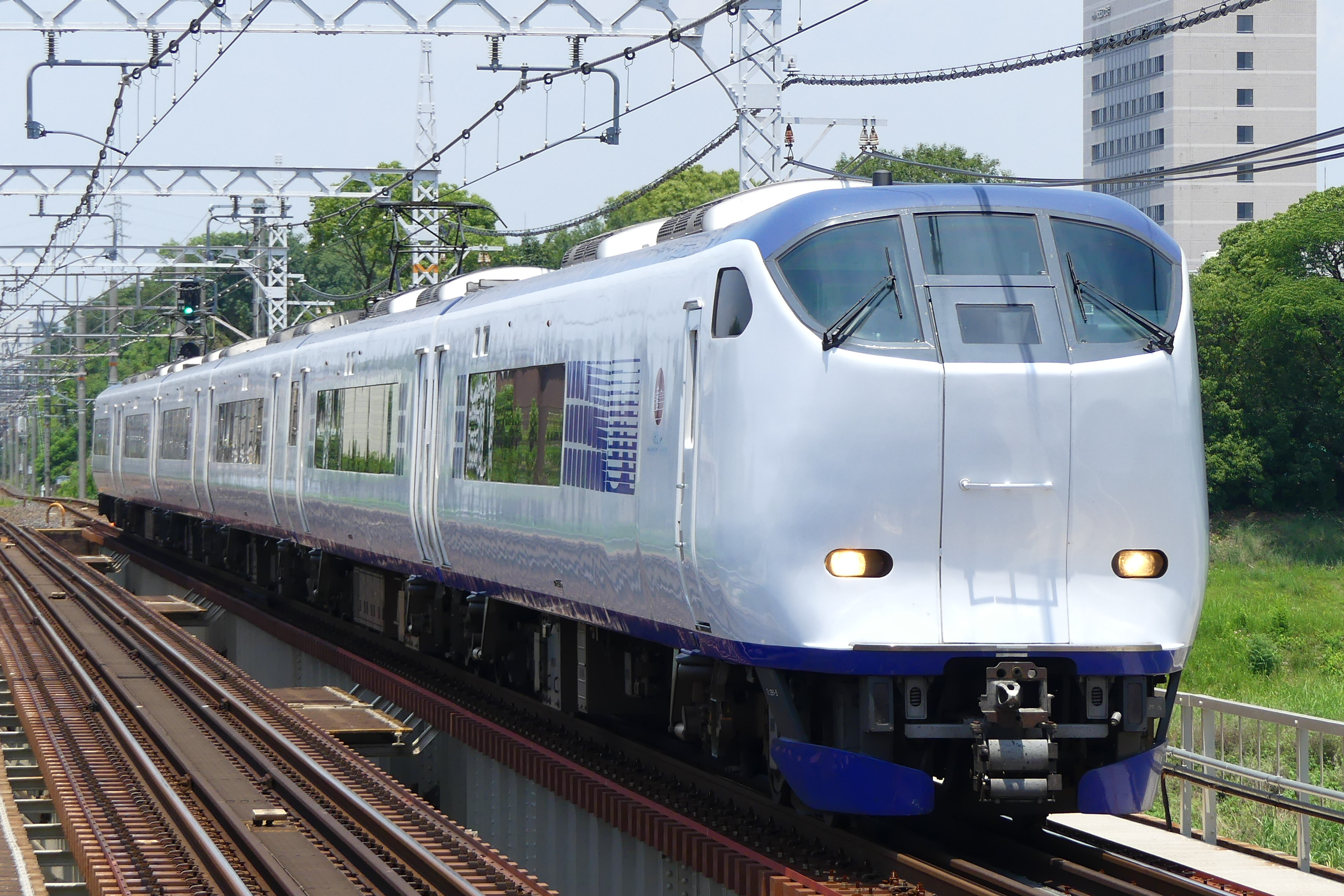
281系
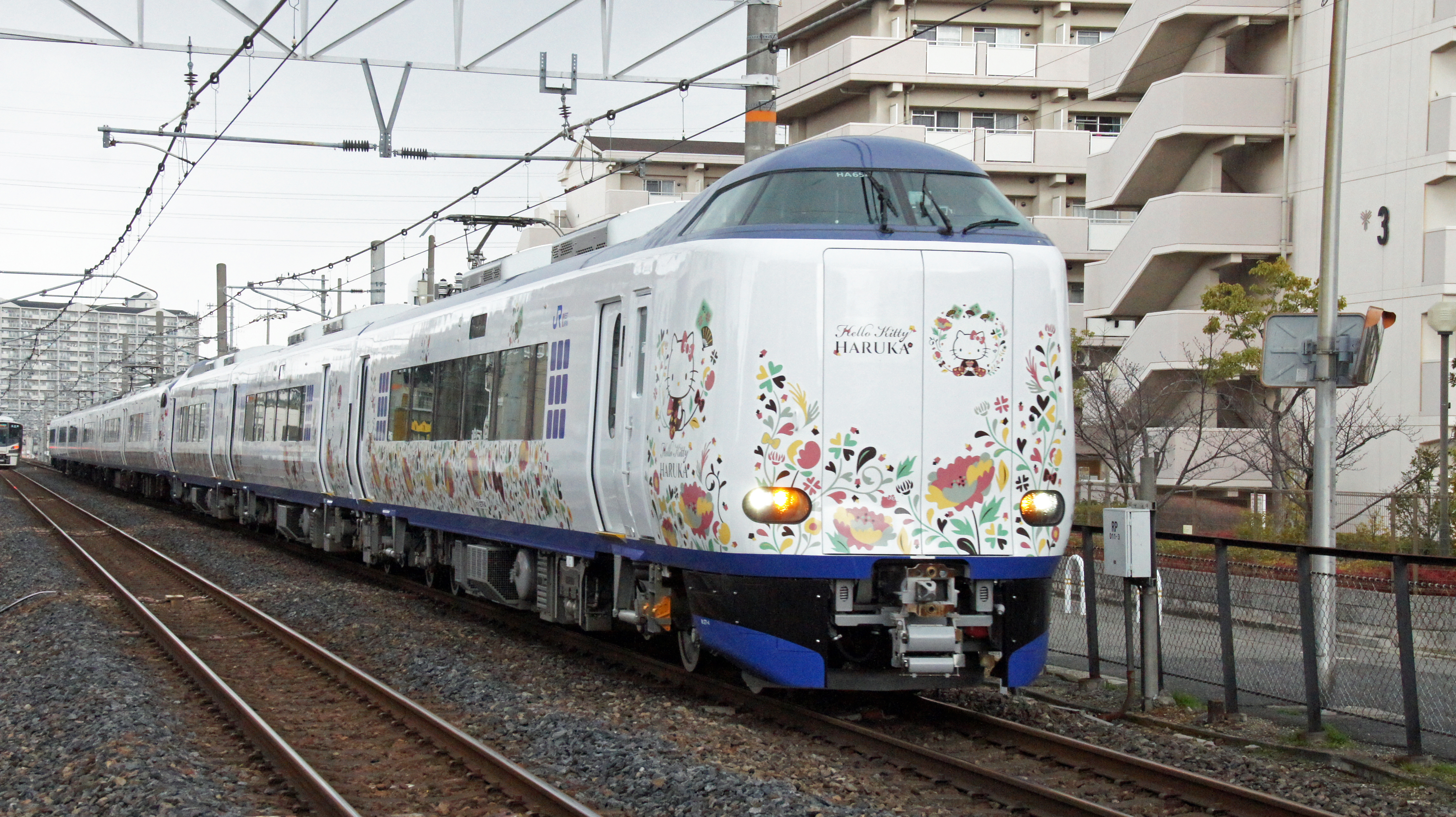
271系
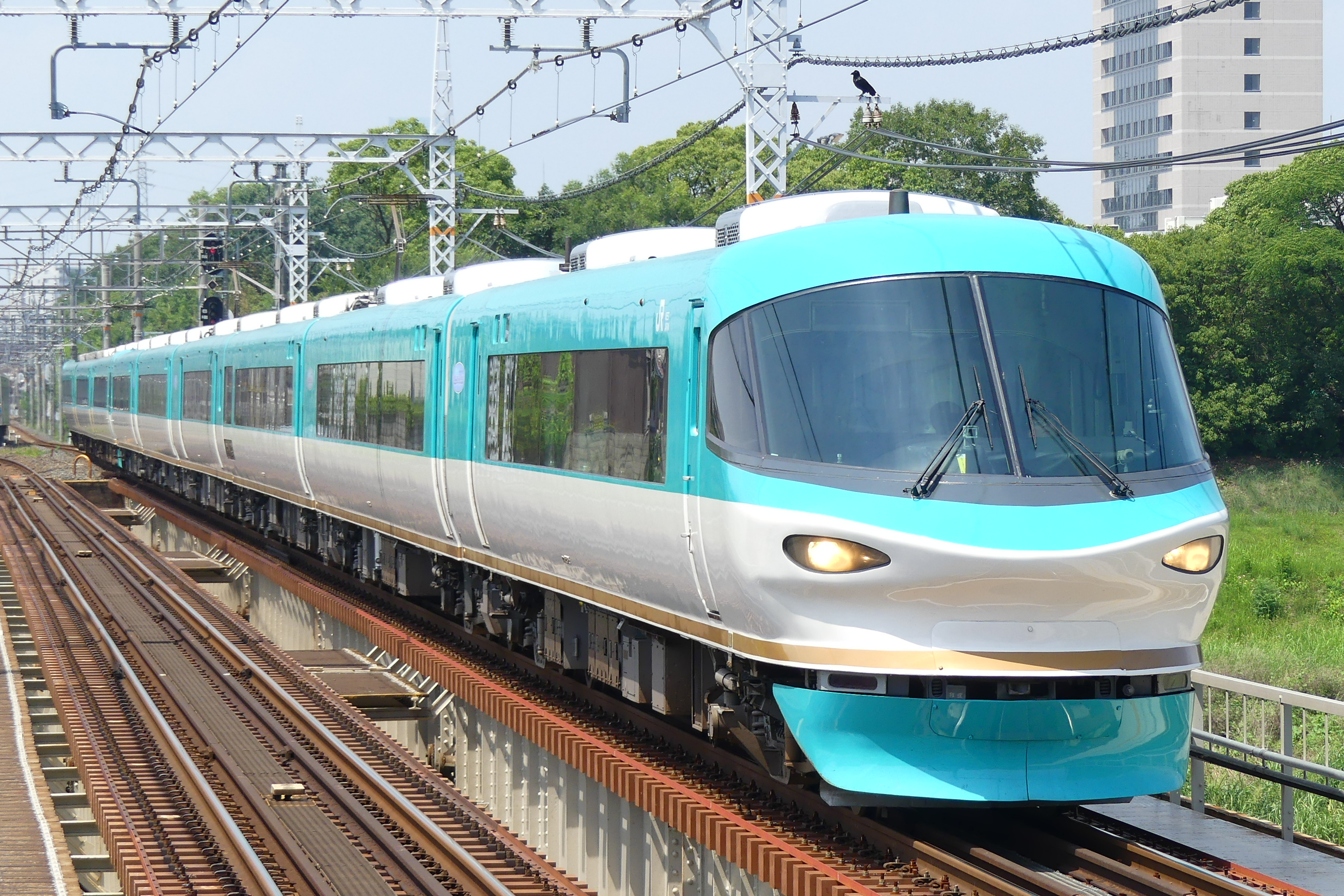
283系
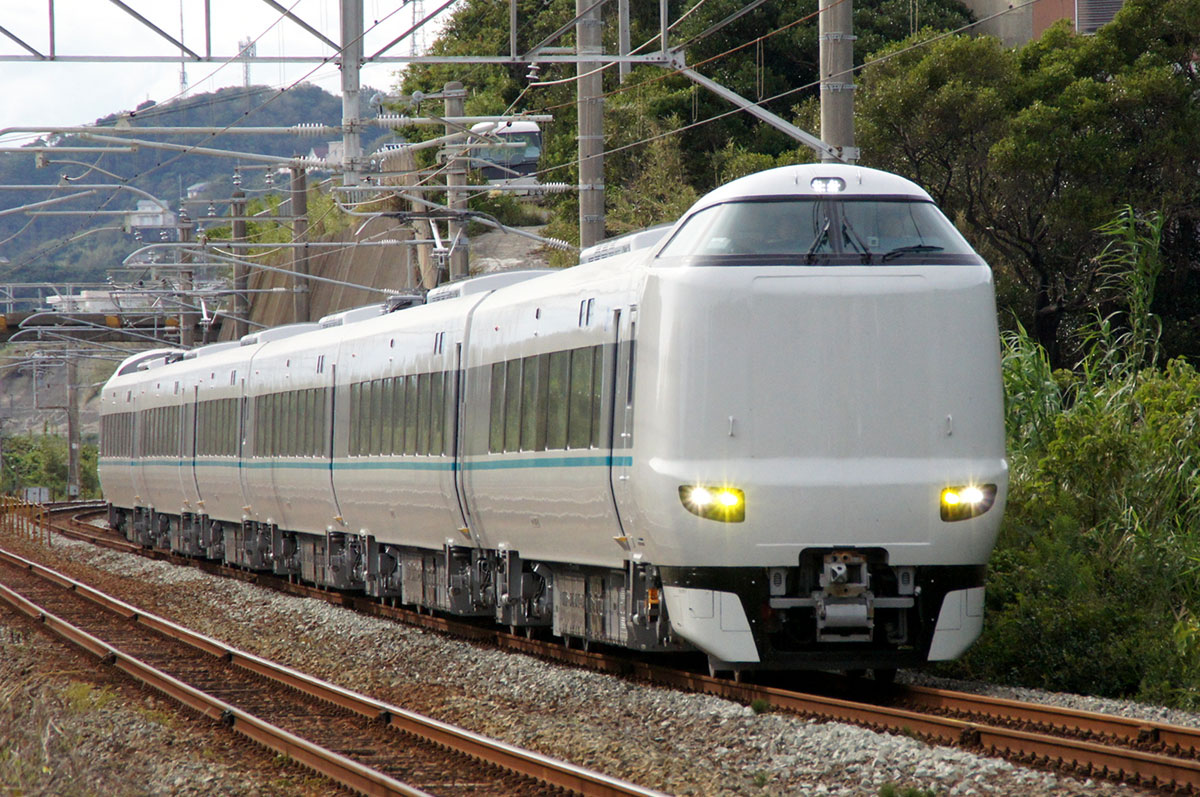
287系
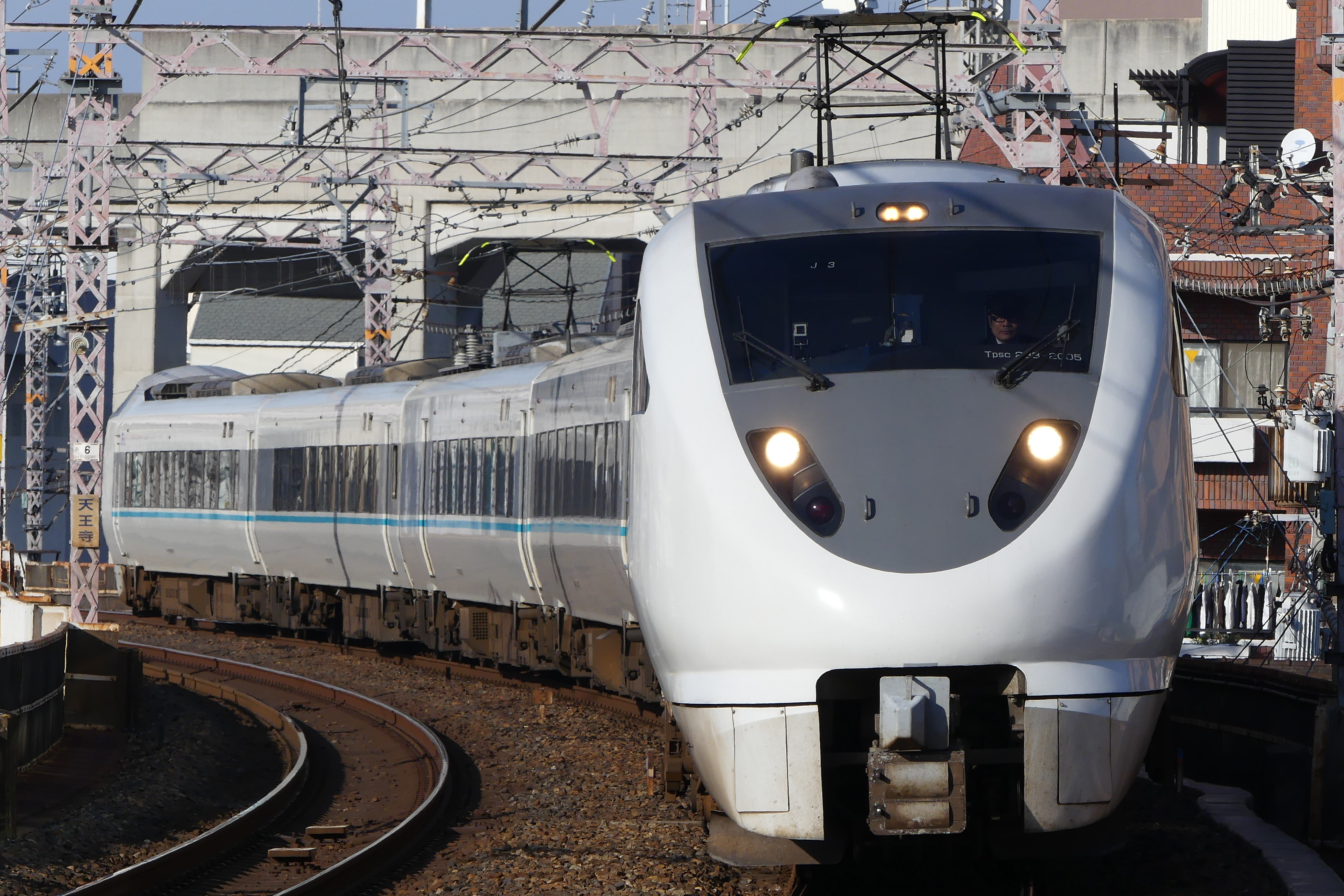
289系

#### 快速・普通列車
- 223系0・2500番台 
  - 快速列車を中心に、一部の普通にも運用されている。関西国際空港へのアクセス列車として使用するため、関西国際空港開港の前の1994年4月1日から運転を開始した。当初は6両編成と2両編成であったが、1999年5月10日に紀州路快速が登場した際に5両編成と3両編成に組み替えられ、2008年3月15日ダイヤ改正後はすべて4両編成となっている。2011年3月12日からは225系と共通運用に変更されたが、一部の編成は2011年12月10日から一時期きのくに線で限定運用されていた。
- 225系5000・5100番台
  - 阪和線の快速列車で運用されていた221系と205系0番台の8両編成を置き換える形で、5000番台が4両編成で2010年12月1日から運転を開始し[58]、2011年3月12日からは編成増備のうえ223系と共通運用になった。
  - 2016年7月1日には103系などの置き換え用に5100番台が投入され[59]、4両編成だけでなく新たに6両固定編成が加わった[60]。なお、5100番台ではフリーのWi-Fiスポットが提供されている。2017年7月をもって導入予定であった4両編成14編成・6両編成11編成の計122両の製造が終了した。2018年3月17日からは羽衣支線での運行を開始し、阪和線内すべての普通列車が3ドア車両に統一された。

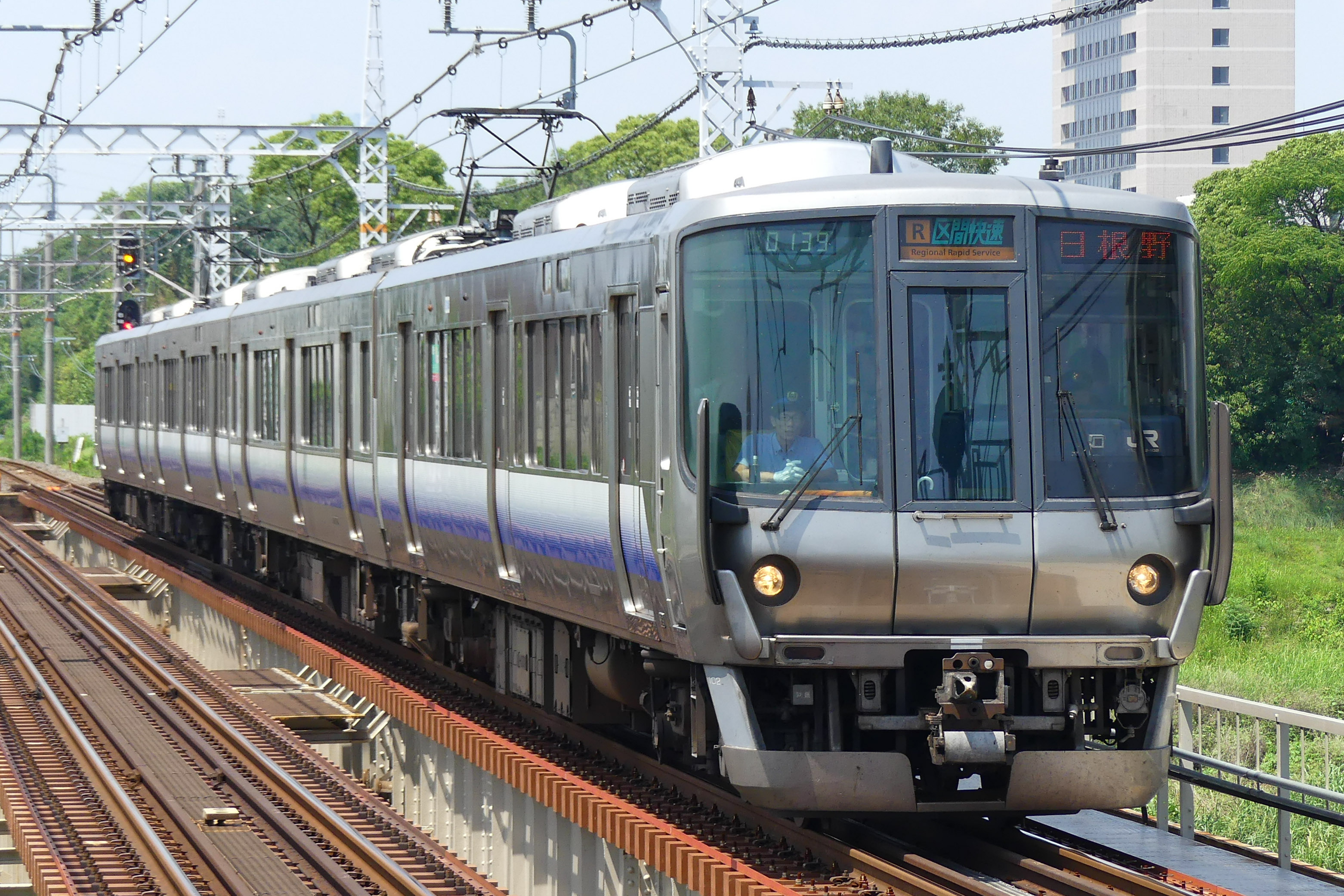
223系0番台
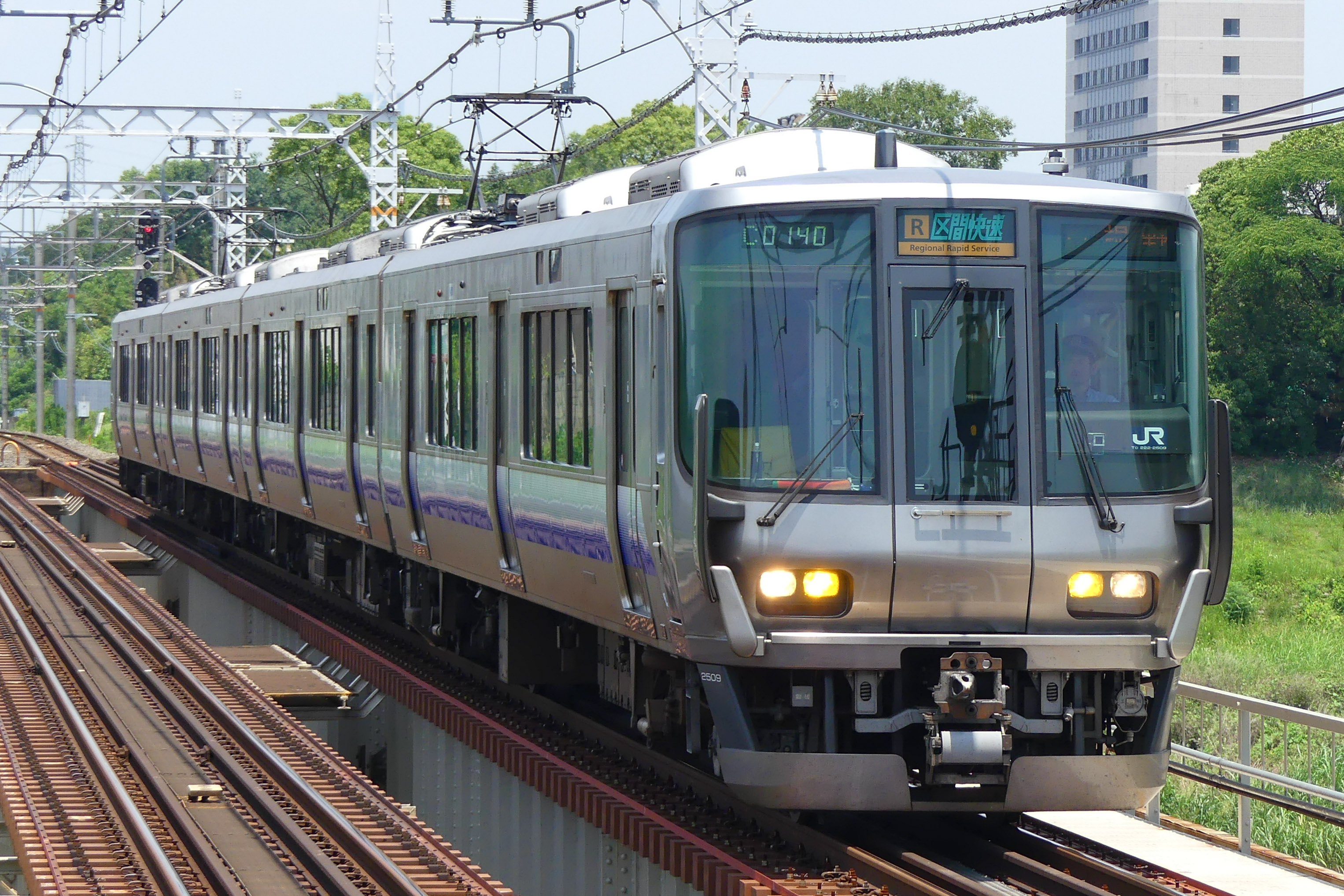
223系2500番台
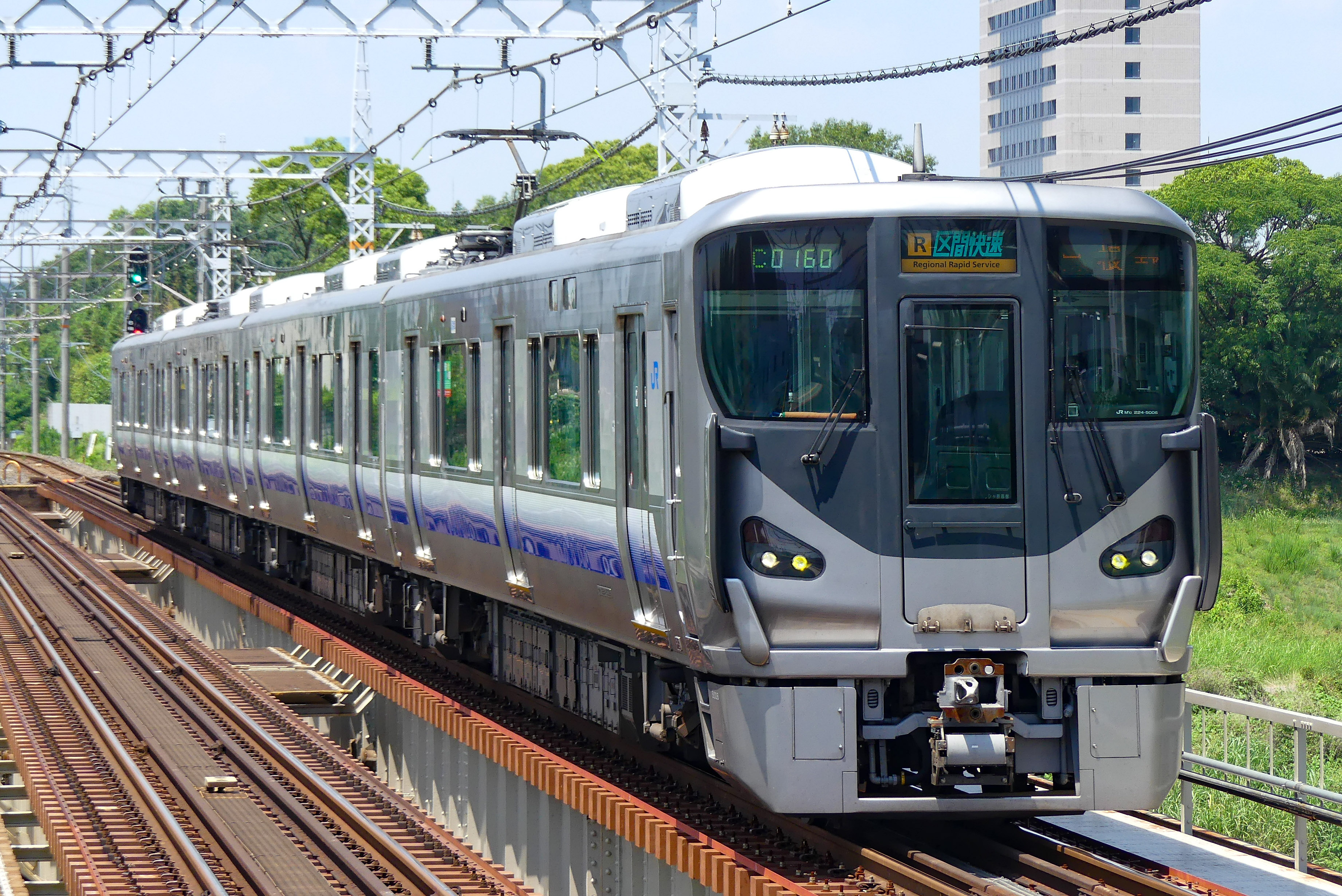
225系5000番台
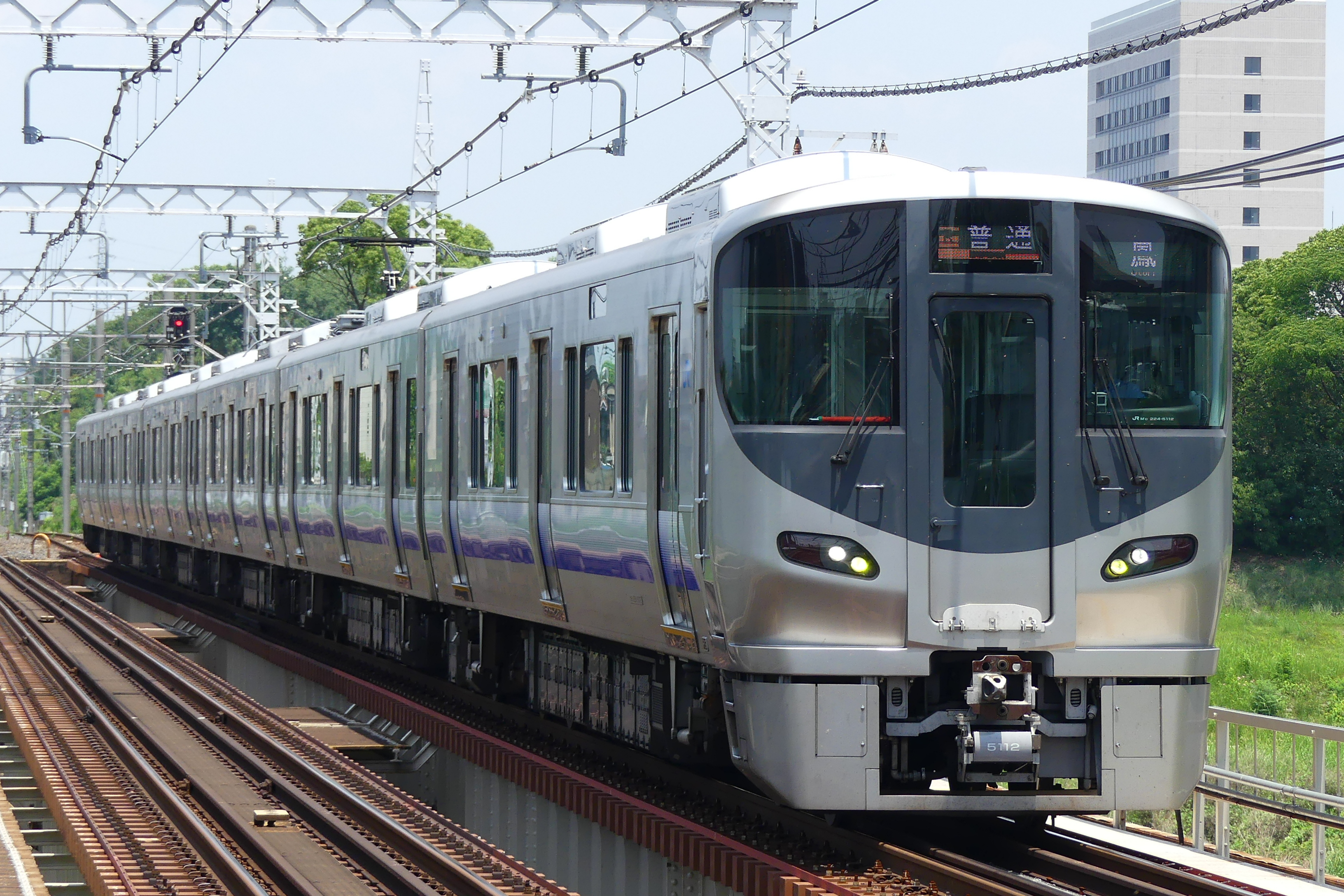
225系5100番台

### 過去の使用車両

#### 電車
- 40系
- 51系
- 52系（流電）
- 70系
- 72系
- 103系（1968年10月1日[61] - 2018年3月16日)
  - 2017年7月30日から2018年3月16日までは羽衣支線でのみ運用されていた。
- 123系（1987年7月1日[62] - 1995年頃）
- 205系（1988年3月 - 2018年3月16日)
  - 京阪神緩行線から転属した0番台と民営化後に投入された1000番台が存在した。
- 165系（1986年11月 - 2002年3月22日[63]）
- 113系（1972年3月 - 2020年3月13日)
  - 2011年12月10日から2020年3月13日までは日根野 - 和歌山間でのみ運用されていた。
- 117系
  - 阪和貨物線の線路保守目的で回送列車（錆取り列車）が王寺駅 - 鳳駅間で1往復運転されていた[64]。
- 221系（2000年3月 - 2010年12月1日）
  - 奈良電車区所属の車両を使用し、快速で運用。
- 485系（1985年4月 - 1986年10月）
- 381系（1978年10月 - 2015年10月30日）
  - 特急「くろしお」「はんわライナー」で運用。

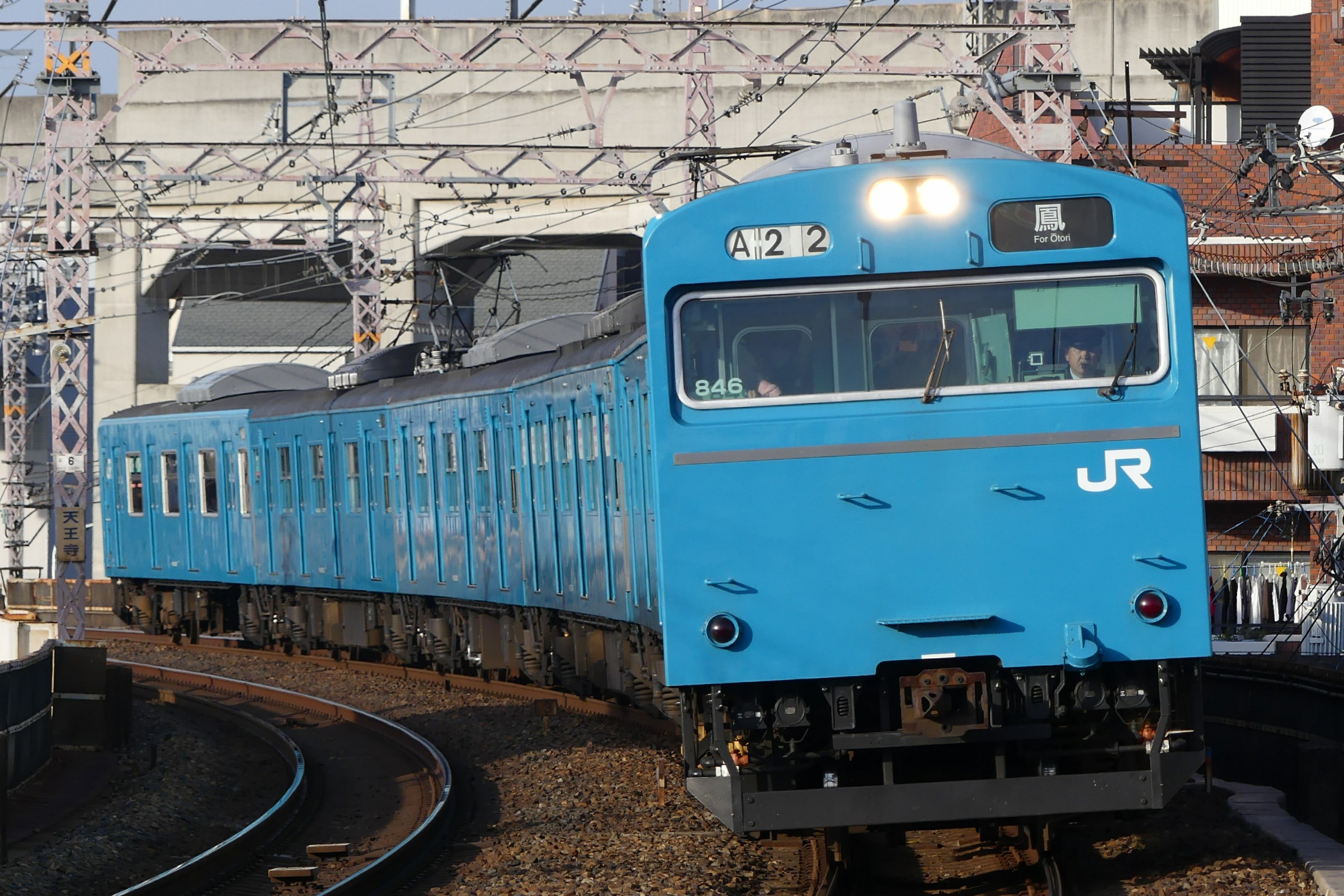
103系
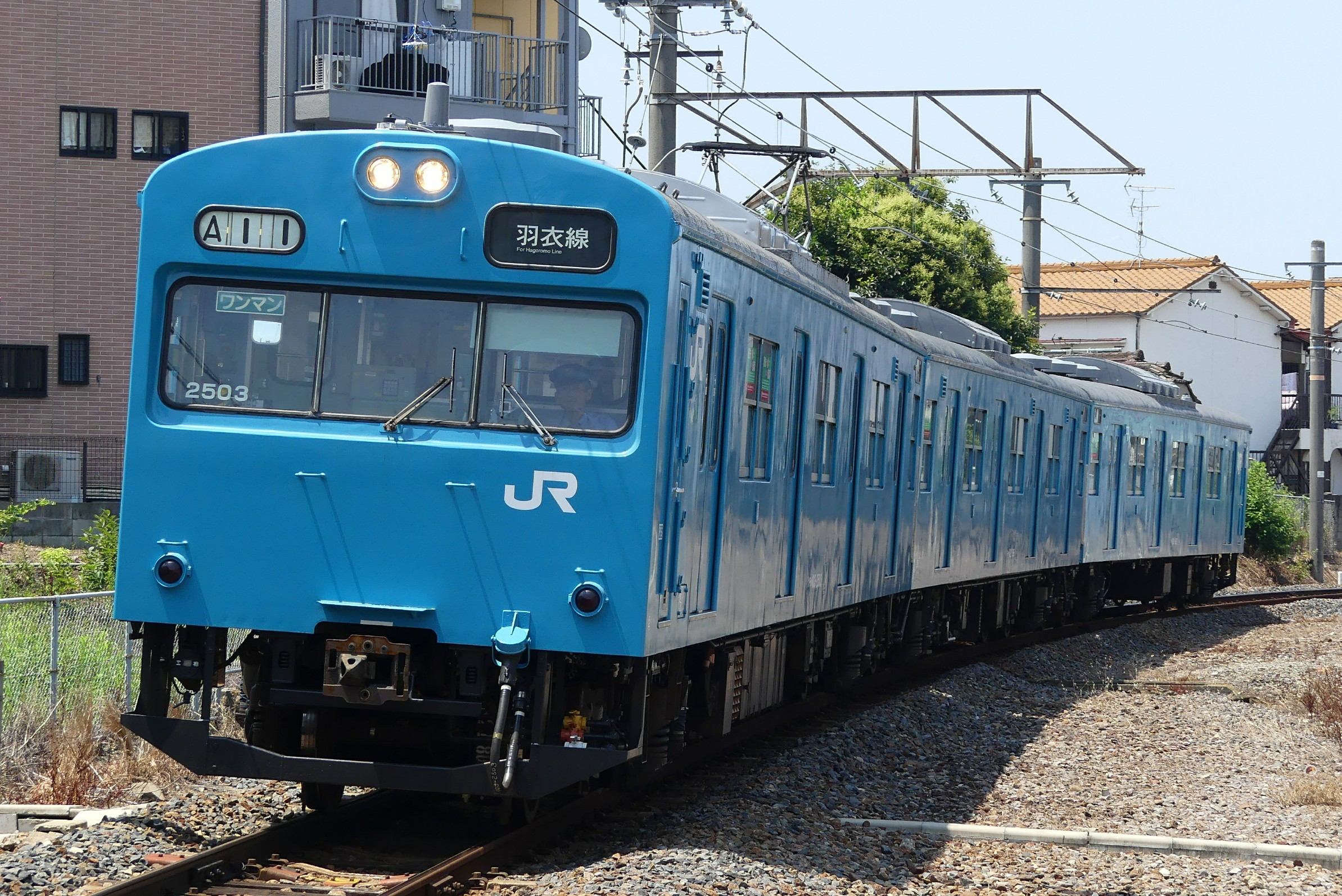
103系（羽衣支線）
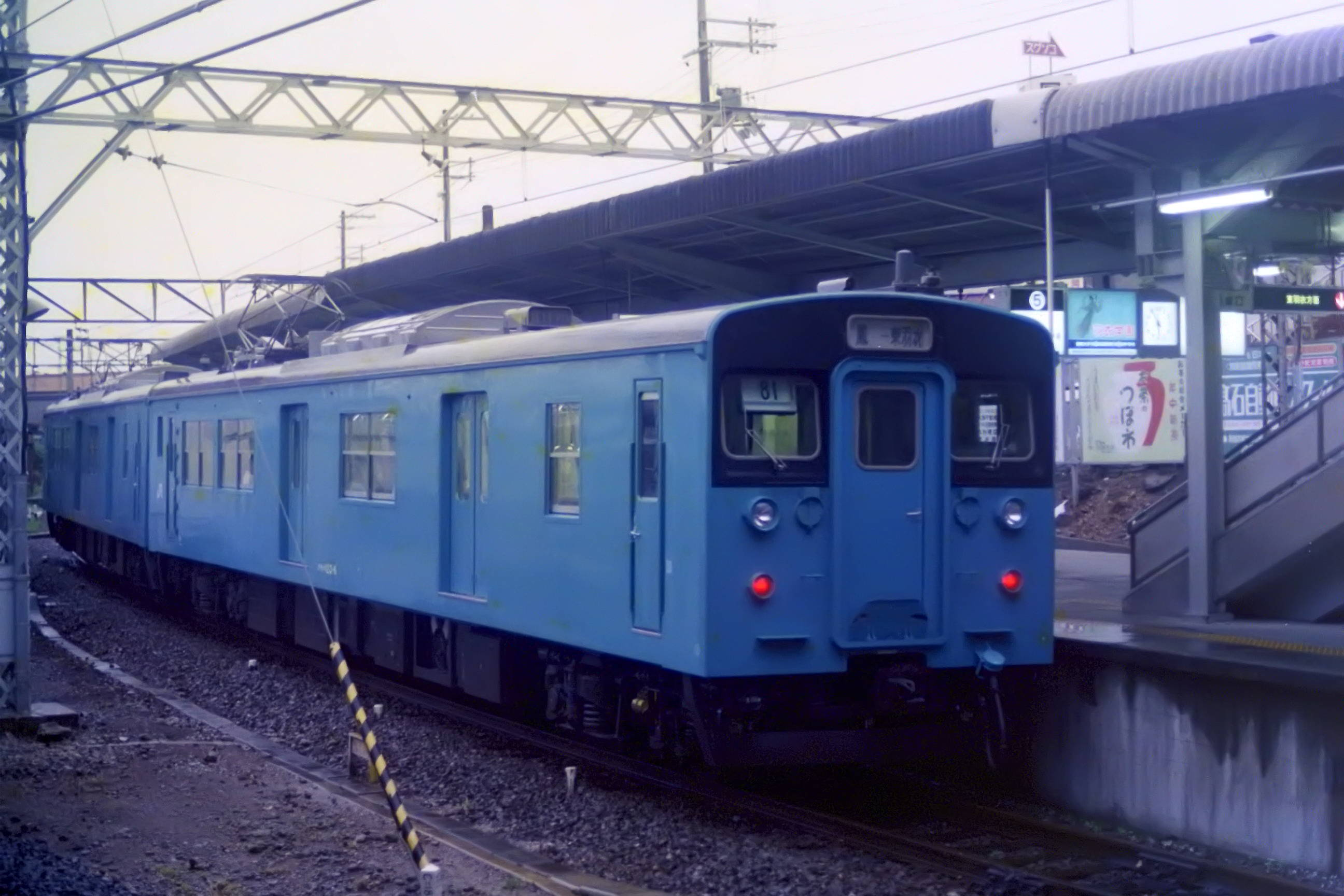
123系
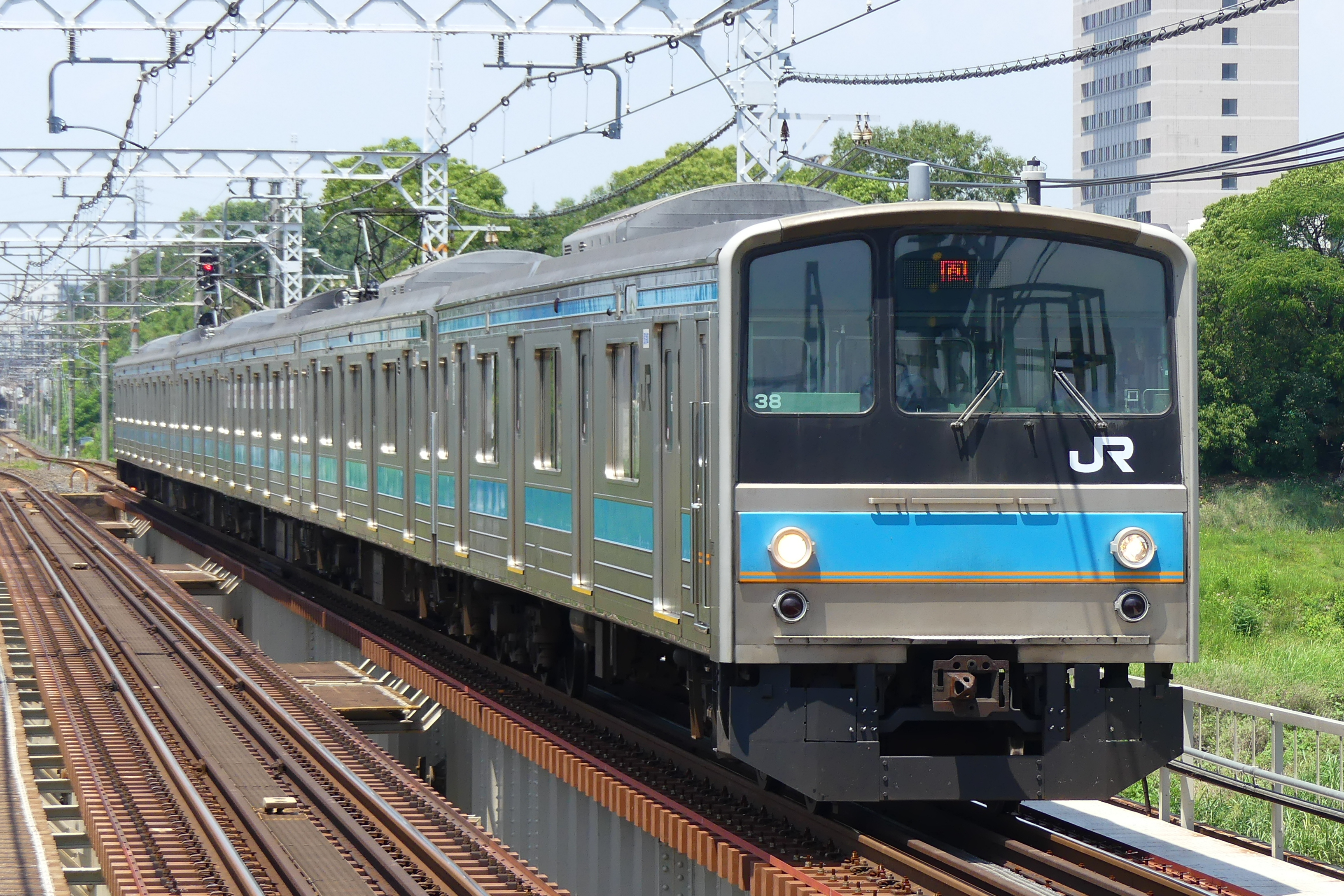
205系0番台
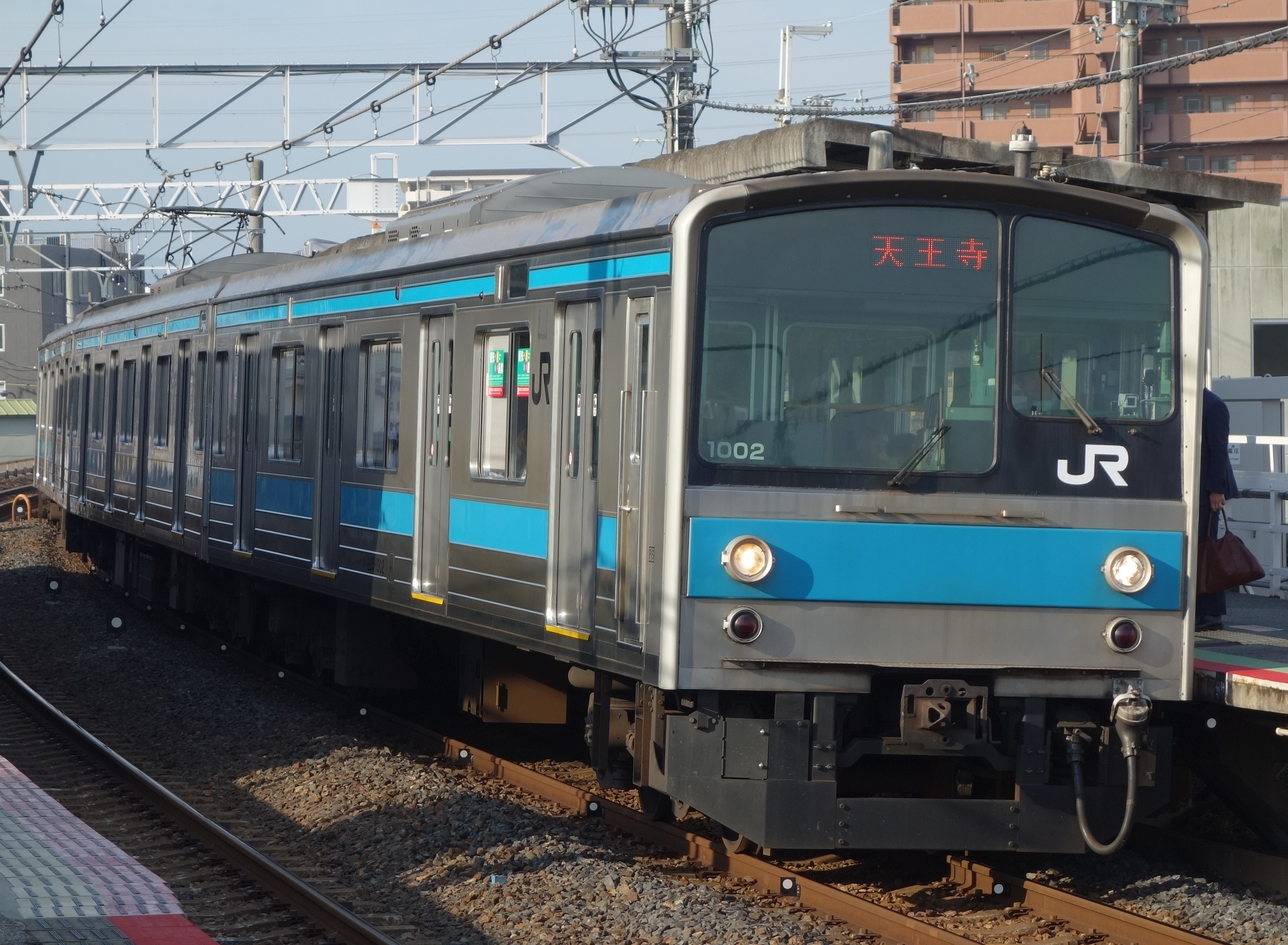
205系1000番台
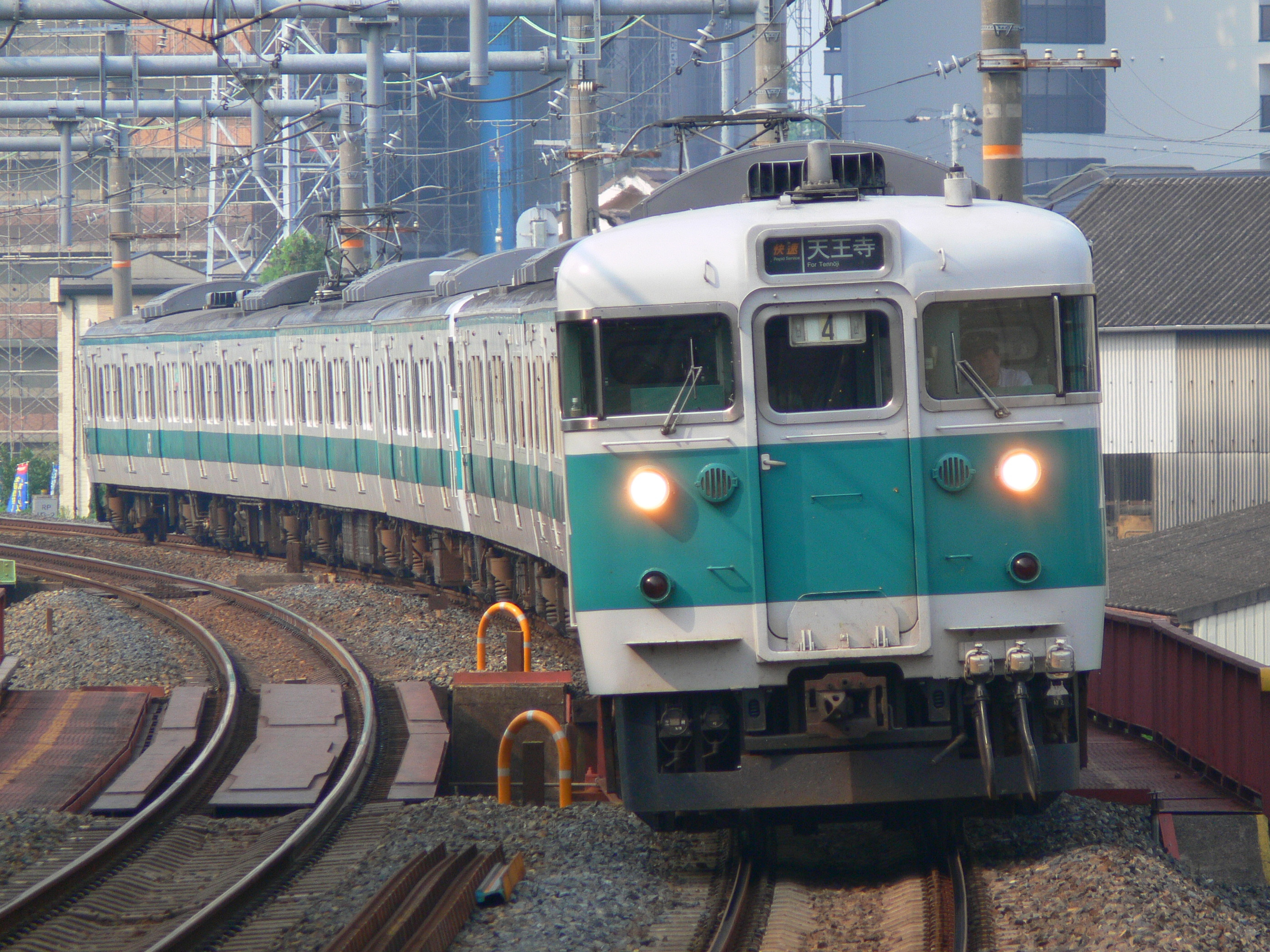
113系
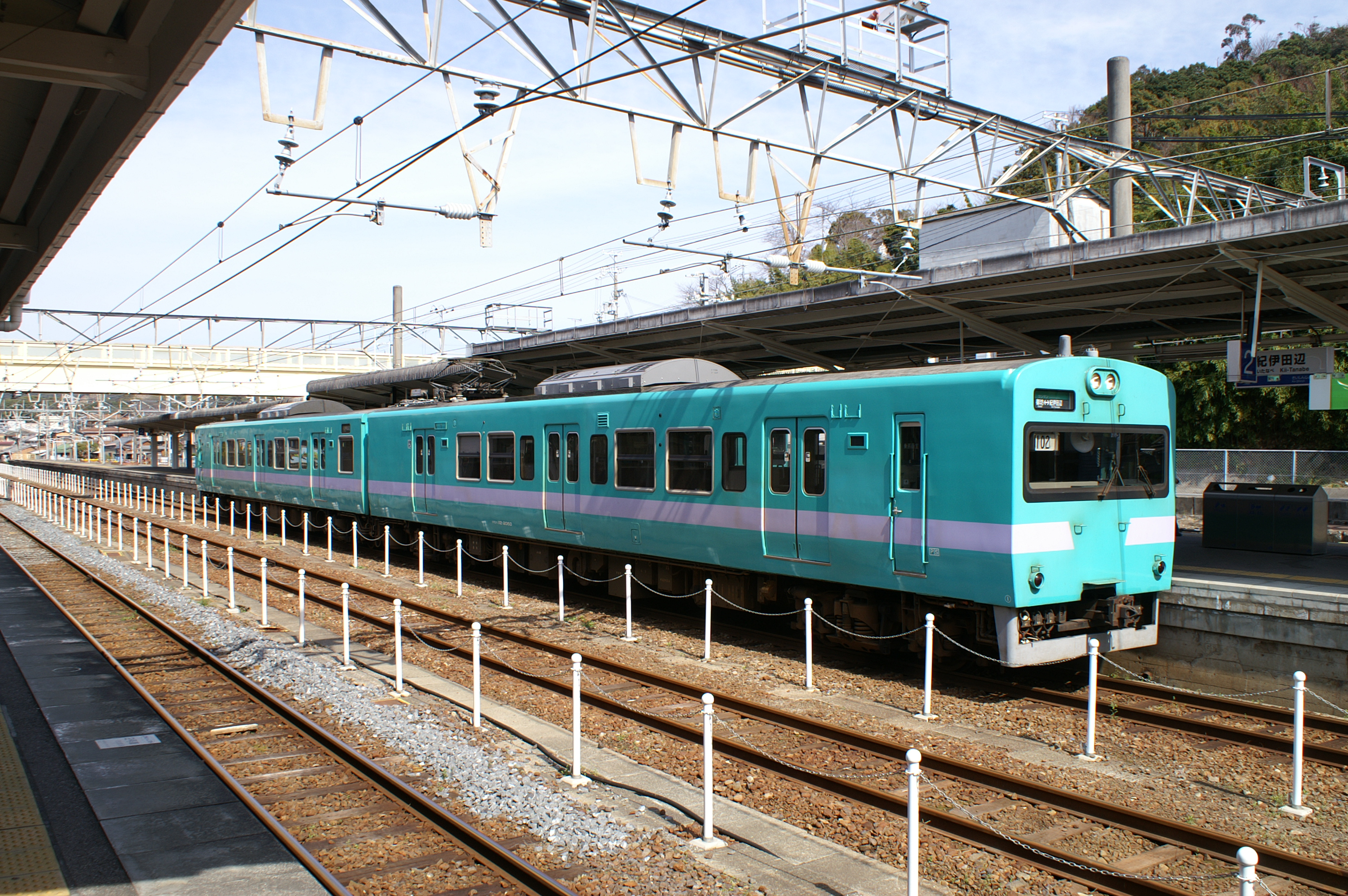
113系（紀勢本線ワンマン列車用）
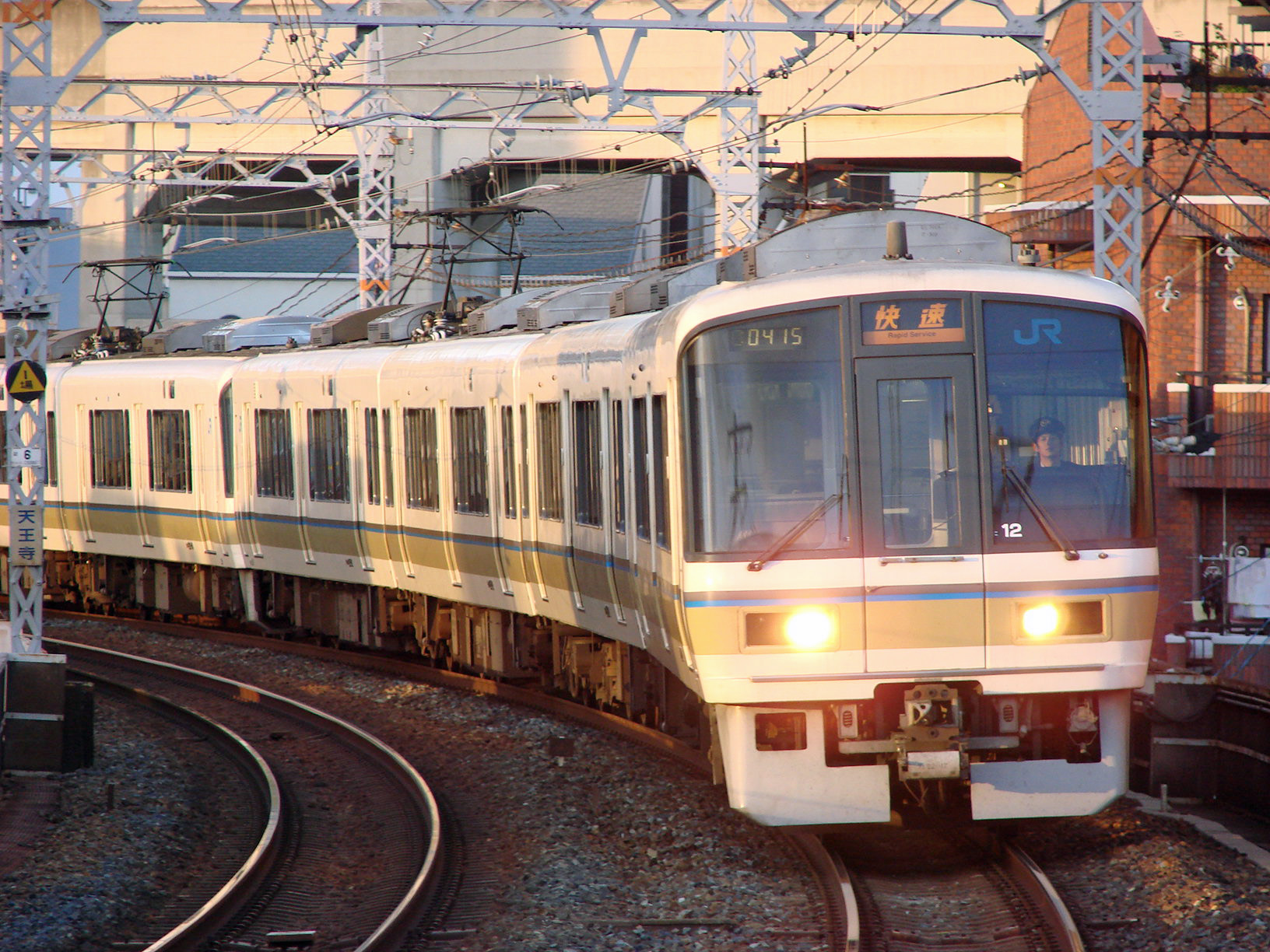
221系
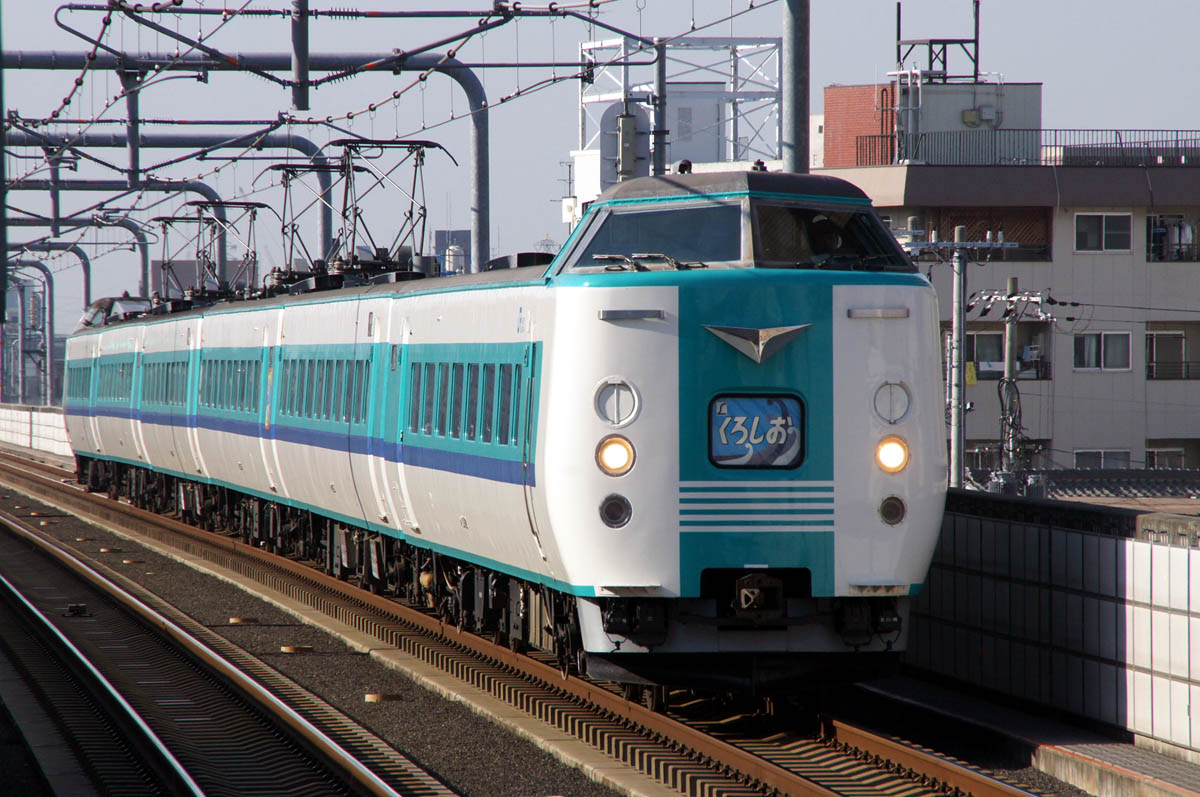
381系

#### 気動車
- キハ55系
- キハ57系
  - 1975年から1978年にかけて名古屋第一機関区の車両が天王寺駅 - 名古屋駅間の急行「紀州」で運用。
- キハ58系
- キハ65形
- キハ81・82系

#### 電気機関車
- ED16形
- ED20形
- EF15形
- EF51形
- EF52形
- EF58形
- ED60形
- EF60形
- ED61形

## 輸送品質向上の取り組み

### 複々線化計画と大阪市内区間の高架化
阪和線では、天王寺駅 - 鳳駅間の複々線化が、1958年3月に提出された都市交通審議会の「大阪市およびその周辺における都市交通について」の答申で、1975年を目標年度として整備すべき路線に盛り込まれたが、具体化されることは無かった。
大阪市内区間のうち阪和電鉄開業以前から走っていた近鉄南大阪線と南海平野線との立体交差は元々必要だったため、天王寺駅から美章園駅 - 南田辺間の阪神高速との交差部付近までは開業当初から高架化されていた。しかし、阪神高速交差部付近 - 杉本町駅北側間は長らく地平を走っていて、この区間には12か所の踏切があった。そのうち開かずの踏切が11か所、全国の開かずの踏切のワースト10の3か所の踏切が含まれており、重大な踏切障害事故や主要幹線道路を中心に慢性的な渋滞が発生していた。このため、約4.9 kmを高架化する連続立体交差事業が1983年度から実施され、1999年後半から工事に着手し、2004年10月16日に上り線が、2006年5月21日に美章園駅 - 杉本町駅間の下り線が高架化された。
高架化にあたっては、阪神高速が計画していた大阪泉北線と一体的に整備し、2階を阪和線、3階を阪神高速とした3階建ての高架橋を建設する予定であった。しかし、阪神・淡路大震災での高架橋の倒壊で、沿線住民から耐震性を不安視されたため、3階建ての計画を見直して阪神高速は地下化を検討して、阪和線だけの2階建てで先行して建設が進められていた。3階建て高架橋は、2003年3月に正式に建設中止され、その後高速道路自体の建設が中止された。

### 開かずの踏切問題
2015年3月現在、地上線として残っている大阪市内区間は、杉本町駅北側から杉本町駅 - 浅香駅間の大和川橋梁までである。杉本町駅周辺には住宅街が広がっているほか、大阪公立大学が阪和線に隣接しており、2008年度の1日平均乗車人員は9,079人である。しかし、JR阪和線連続立体交差事業では杉本町駅前後も高架化されることなく地上線として残されたままであり、改札口が西側にしかないうえ同駅前後には開かずの踏切があり、踏切事故が多発していたため、地域住民や大阪市・JR西日本の3者により解決策が模索されていたが、改札口がなかった東側にも改札口を設置することとなり、2012年3月11日から使用が開始された。
また阪和線では、JR西日本が2013年に発表した「安全行動計画2017」に掲げられた輸送障害半減などの目標に向けての取り組みが行われている。
阪和線では関西空港線開業を機に列車本数が増加することから、1993年7月から「阪和線運行管理システム」（初代）が導入されていたが、老朽化が進んでいたことから2013年9月28日にシステムの更新が行われた。この更新により、操作性と応答性が向上されるためダイヤが乱れた際に早期に正常ダイヤに戻ることが可能とされるとともに、発車標の増設や遅れ表示ができる機能を持たせることにより旅客案内機能を拡充させている。
運行管理システムの更新にあわせて、踏切の長時間鳴動対策も実施された。輸送障害発生時には駅で長時間抑止することにより踏切が長時間動作し、踏切非常ボタンの取り扱いや踏切の無謀横断により本来の事象以上に列車の遅延が発生することがある。これにより、踏切が通行できなくなるのを解消するために、我孫子町駅 - 日根野駅間で大阪総合指令所から信号の現示が制御できるように停車場化されている（踏切がない浅香駅を除く）。なお、東岸和田駅付近は2016年度内に高架化されるため、この対策は行われない。
折り返し設備の拡充・新設も行われている。鳳駅では折り返し設備の拡充と新設、熊取駅・東貝塚駅で折り返し設備が新設された。鳳駅では天王寺方面からの折り返しは1ルートであったが3ルートにするとともに、和歌山方面からは新たに折り返しができるように改良されている。鳳駅 - 熊取駅間で輸送障害が発生した場合でも、運転見合わせ区間が鳳駅 - 熊取駅間の最小限にすることが可能になり、早期に通常ダイヤに戻ることができると見込まれている。

## 歴史
京阪電気鉄道や大阪商船などが出資の阪和電気鉄道により、南海鉄道の保有する南海本線で独占されていた阪和間の輸送に切り込むため建設された。そのため、阪和と南海の間ではしばらく激しい乗客獲得競争が繰り広げられたが、1940年に阪和は南海に合併されて同社の山手線となり、さらに1944年に阪和間の直通路線を有していなかった国鉄（運輸通信省）に戦時買収され、阪和線となった。「阪和電気鉄道」の項目も参照のこと。
なお東羽衣への支線は、浜寺に存在した海水浴場への輸送が大きな目的となって建設された。

### 阪和電気鉄道→南海鉄道

阪和電気鉄道時代（1940年）

- 1929年（昭和4年）7月18日：阪和電気鉄道により阪和天王寺駅 - 和泉府中駅間（13.0M≒20.92 km）、支線 鳳駅 - 阪和浜寺駅間（1.0M≒1.61 km）が開業。当初から全線複線電化[79]。
  - 阪和天王寺駅（現在の天王寺駅）・南田辺停留場・臨南寺前駅（現在の長居駅）・杉本町停留場・仁徳御陵前停留場（現在の百舌鳥駅）・上野芝駅・鳳駅・信太山停留場・和泉府中駅・阪和浜寺駅（現在の東羽衣駅）が開業。
- 1930年（昭和5年）
  - 1月1日：我孫子観音前仮停留場（現在の我孫子町駅）が開業。
  - 4月1日：営業距離の単位をマイルからメートルに変更（本線 13.0M→20.9 km、支線 1.0M→1.6 km）。
  - 6月16日：和泉府中駅 - 阪和東和歌山駅間 (40.3 km) が複線電化で延伸開業し全通[79]。久米田駅・土生郷駅（現在の東岸和田駅）・和泉橋本停留場・熊取駅・日根野停留場・長滝駅・新家停留場・信達駅（現在の和泉砂川駅）・山中渓駅・紀伊駅・六十谷停留場・阪和東和歌山駅（現在の和歌山駅）が開業。
  - 12月6日：我孫子観音前仮停車場が我孫子観音前停留場に変更。
- 1931年（昭和6年）
  - 3月3日：日根野停留場が日根野駅、新家停留場が新家駅に変更。
  - 6月3日：美章園停留場が開業。
  - 10月10日：六十谷停留場が六十谷駅に変更。
- 1932年（昭和7年）
  - 月日不明：信達駅が阪和砂川駅に改称。
  - 1月1日：中之島停留場が開業。
  - 1月15日：中之島停留場が阪和中之島停留場に改称。
  - 2月2日：堺市停留場（1932年中に阪和堺停留場に改称、現在の堺市駅）、葛葉稲荷停留場（1932年中に阪和葛葉停留場に改称、現在の北信太駅）が開業。
  - 4月1日：土生郷駅が阪和岸和田駅に改称。
- 1933年（昭和8年）
  - 1月23日：杉本町停留場が杉本町駅に変更。
  - 11月4日：阪和天王寺駅 - 紀伊田辺駅間（翌月から白浜口駅）で、温泉列車「黒潮号」が運転開始[79]。
  - 12月20日：阪和天王寺駅 - 阪和東和歌山駅間で超特急が運転開始[79]。
- 1934年（昭和9年）9月24日：阪和貝塚駅が開業。
- 1936年（昭和11年）9月25日：阪和中之島停留場が紀伊中ノ島停留場に改称。
- 1937年（昭和12年）
  - 9月3日：阪和浅香山停留場（現在の浅香駅）が開業。
  - 12月1日：「黒潮号」が廃止[79]。
- 1938年（昭和13年）
  - 5月：仁徳御陵前停留場が百舌鳥御陵前停留場に改称。
  - 5月22日：阪和鶴ケ丘停留場（現在の鶴ケ丘駅）が開業。
- 1939年（昭和14年）1月9日：泉ケ丘停留場が開業[80]。
- 1940年（昭和15年）
  - 3月1日：富木停留場が開業。
  - 12月1日：阪和電気鉄道が南海鉄道に吸収合併され、同社の山手線となる[79]。
- 1941年（昭和16年）8月1日：阪和天王寺駅が南海天王寺駅、阪和鶴ケ丘停留場が南海鶴ケ丘停留場、阪和浅香山停留場が山手浅香山停留場、阪和堺停留場が堺金岡停留場、阪和浜寺駅が山手羽衣駅、阪和葛葉停留場が葛葉稲荷停留場、阪和岸和田駅が東岸和田駅、阪和貝塚駅が東貝塚駅、阪和砂川駅が砂川園駅、阪和東和歌山が南海東和歌山駅に改称[81]。
- 1942年（昭和17年）2月15日：三国ケ丘停留場が開業[79]。

### 日本国有鉄道
- 1944年（昭和19年）
  - 5月1日：国有化され阪和線になる[82]。

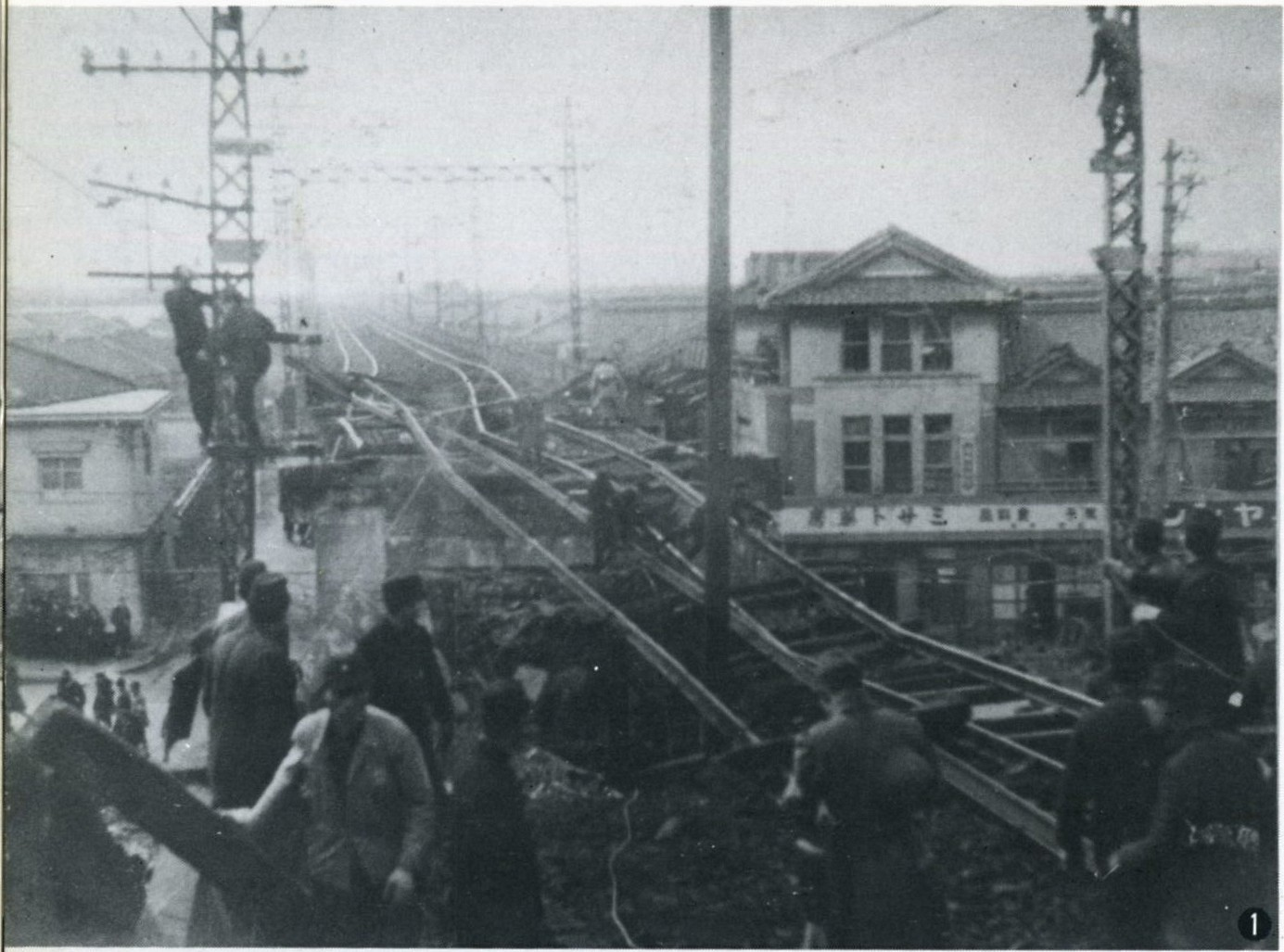
1945年2月14日の空襲の高架線の被害（美章園駅）

    - 南海天王寺駅が天王寺駅に、紀伊中ノ島停留場が紀伊中ノ島駅に、南海東和歌山駅が東和歌山駅に統合。
    - 停留場を駅に変更。南海鶴ケ丘停留場が鶴ケ丘駅、臨南寺前駅が長居駅、我孫子観音前停留場が我孫子町駅、山手浅香山停留場が浅香駅、堺金岡停留場が金岡駅、百舌鳥御陵前停留場が百舌鳥駅、山手羽衣駅が東羽衣駅、葛葉稲荷停留場が北信太駅、泉ケ丘停留場が東佐野駅、砂川園駅が和泉砂川駅に改称。

  - 6月27日：山中渓駅で電車衝突事故が発生。4名死亡。詳細は日本の鉄道事故 (1949年以前)#山中渓駅構内電車衝突事故を参照。
  - 8月1日：鳳駅 - 東羽衣駅間が単線化[79]。
- 1945年（昭和20年）2月14日：美章園駅が空襲の被害を受け、営業休止。
- 1947年（昭和22年）4月15日：美章園駅の営業再開[83]。
- 1950年（昭和25年）
  - 6月1日：南紀の海の幸を輸送する急行貨物列車「銀鱗号」が天王寺駅 - 串本駅間で運転開始[84]。
  - 10月1日：流電ことモハ52形電車によって特急料金不要の特急電車が復活する（2往復、天王寺駅 - 東和歌山駅間の所要時間55分）[28]。
- 1951年（昭和26年）7月15日 - 8月19日：天王寺駅 - 東羽衣駅間で海水浴臨時列車が運転[85]。
- 1955年（昭和30年）12月1日：70系が運用開始[86]。主に特急電車に使用される。
- 1958年（昭和33年）10月1日：料金不要の特急電車、急行電車がそれぞれ快速、直行に改称[22]。
- 1960年（昭和35年）9月1日：津久野駅が開業。
- 1963年（昭和38年）4月1日：和泉鳥取駅が開業。
- 1965年（昭和40年）3月1日：金岡駅が堺市駅に改称。阪和線初の有料特急列車として、特急「くろしお」、特急「あすか」が運転開始[87]。
- 1967年（昭和42年）10月1日：特急「あすか」が廃止。
- 1968年（昭和43年）
  - 3月1日：東和歌山駅が和歌山駅に改称[87]。
  - 10月1日：直行が区間快速に改称[22]。
- 1972年（昭和47年）3月15日：阪和線で新快速が運転開始[38]。阪和線でかつて運転されていた新快速（1978年9月）

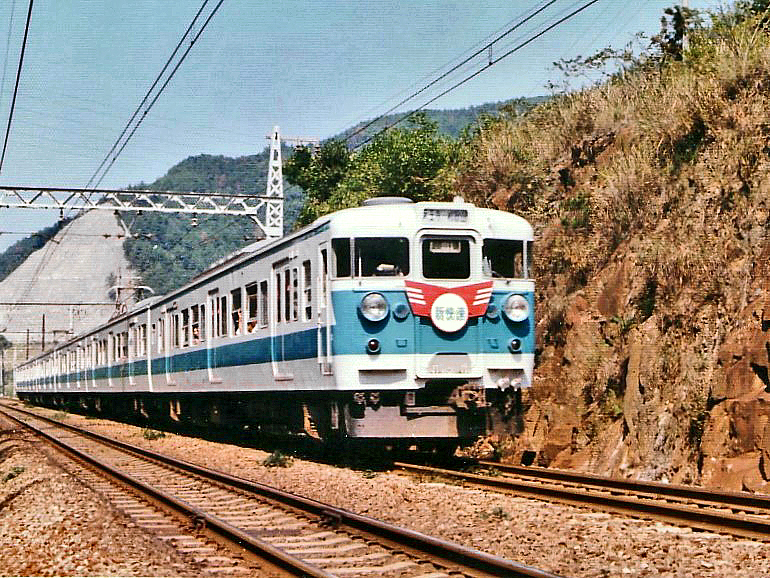
阪和線でかつて運転されていた新快速（1978年9月）

- 1973年（昭和48年）8月31日：鳳駅 - 東羽衣駅間が高架化[88][89]。
- 1976年（昭和51年）11月17日：全列車で6両運転開始[90]。
- 1977年（昭和52年）
  - 3月15日：熊取駅・和泉砂川駅が新快速の停車駅になる[40]。
  - 3月27日：羽衣線の運用車両を旧型車両から103系に置き換え[91]。
  - 4月14日：この日限りで旧形電車の運行を終了。最後まで残ったのは70系4両とモハ72の2両であった。
- 1978年（昭和53年）10月2日：新快速が廃止され、快速が増発される[40]。紀勢本線（和歌山駅 - 新宮駅間）の電化に伴い特急「くろしお」が電車化[87]。なお、鳳駅以南の架線を振り子対応とするが、この改正では所要時間短縮を余裕時分に向けたので、阪和間の所要時間は、戦前の超特急と同じである。
- 1982年（昭和57年）1月29日：天王寺駅構内で電車が車止めに衝突する事故が発生[87]。
- 1983年（昭和58年）10月1日：一部の快速で8両運転開始。
- 1984年（昭和59年）
  - 4月1日：下松駅が開業。
  - 9月1日：関西最初のホームライナーである「ホームライナーいずみ」が天王寺駅 - 日根野駅間で運転開始[49]。
- 1985年（昭和60年）3月13日：急行「きのくに」が廃止[87]。
- 1986年（昭和61年）11月1日：ダイヤ改正により次のように変更[50]。
  - 東岸和田駅が快速の停車駅に、三国ケ丘駅が区間快速の停車駅になる。
  - 日中に運転されていた区間快速はラッシュ時のみ運転されるようになり、快速が天王寺駅 - 日根野駅・和泉砂川駅間で日中にも運転されるようになる。
  - 「ホームライナーいずみ」の運転区間が天王寺駅 - 和歌山駅間に延長され「はんわライナー」として運転開始。

### 西日本旅客鉄道
- 1987年（昭和62年）
  - 4月1日：国鉄分割民営化により西日本旅客鉄道が承継[87]。日本貨物鉄道が杉本町駅 - 和歌山駅間の第二種鉄道事業者となる[87]。
  - 7月1日：羽衣支線にて123系電車運転開始。
- 1988年（昭和63年）3月13日：B快速が運転開始。阪和線の愛称が使用開始（正式名称と同じ[8]）[92]。
- 1989年（平成元年）
  - 3月11日：ダイヤ改正により次のように変更[93]。
    - 日中のB快速の運転を中止し、快速は天王寺駅 - 日根野駅・和歌山駅間でそれぞれ毎時3本ずつになる（一部は紀勢本線直通）。
    - 日中の普通は天王寺駅 - 和歌山駅間3本と、天王寺駅 - 熊取駅・日根野駅・和泉砂川駅間でそれぞれ1本ずつになる。
    - 天王寺駅 - 五条駅間で快速が運転開始（朝方上り1本・夕方下り2本）。113系使用列車にも朝夕に4両編成を2本併結した8両編成が登場。

  - 7月22日：天王寺駅構内の阪和線から大和路線への渡り線が開通し、特急「くろしお」が大阪環状線を介して新大阪駅・京都駅まで直通運転を開始[87]。特急「スーパーくろしお」が運転開始[87]。
  - 8月27日：天王寺駅構内で電車が車止めに衝突する事故が発生する。
  - 10月20日：鳳駅 - 東羽衣駅間でワンマン運転開始[87]。
- 1990年（平成2年）
  - 3月10日：ラインカラーが導入される[92]。
  - 8月20日：天王寺駅 - 鳳駅間上り線で ATS-P が使用開始[3]。
- 1991年（平成3年）4月1日：天王寺駅 - 鳳駅間下り線で ATS-P が使用開始[3][94]。
- 1993年（平成5年）7月1日：天王寺駅 - 和歌山駅間で阪和線運行管理システム (SUNTRAS) が使用開始[95]。
- 1994年（平成6年）
  - 4月1日：223系電車が運転開始。
  - 5月：鳳駅 - 日根野駅間で ATS-P が使用開始[3]。
  - 6月15日：関西空港線が開業[96]。223系電車による天王寺駅 - 関西空港駅間の快速が運転開始[96]。
  - 9月4日：関西国際空港開港に伴い、特急「はるか」、関空快速が運転開始[96]。日根野駅が快速列車の停車駅になる。
- 1995年（平成7年）4月20日：関空特快「ウイング」運転開始[43][97]。
- 1996年（平成8年）
  - 3月16日：鳳駅以南の最高速度が120 km/hに引き上げられ、最速列車は戦前に運転されていた超特急の所要時間を更新する39分で阪和間を走破するようになる（表定速度94.3 km/h）。
  - 7月31日：283系電車が特急「スーパーくろしお オーシャンアロー」として運転開始[87][98]。
  - 10月5日：平日ダイヤで運転されていた土曜日が、休日ダイヤで運転されるようになる[98]。
- 1997年（平成9年）3月8日：特急「スーパーくろしお オーシャンアロー」が「オーシャンアロー」に改称。
- 1999年（平成11年）5月10日：ダイヤ改正により次のように変更[44]。
  - 紀州路快速が運転開始。
  - 三国ケ丘駅・紀伊駅・六十谷駅が快速列車の停車駅になる。
  - 関空特快「ウイング」が廃止。
- 2000年（平成12年）3月11日：日中の天王寺駅発着の快速が221系に置き換え[99]。日中の紀勢本線への快速は和歌山駅で系統分割される。
- 2003年（平成15年）
  - 10月1日：コンコースの喫煙コーナーが廃止[100]。
  - 11月1日：近畿圏で「ICOCA」の利用サービスが開始され、阪和線も利用可能エリアとなる[101]。
- 2004年（平成16年）
  - 4月1日：日本貨物鉄道の第二種鉄道事業（杉本町駅 - 和歌山駅間）が廃止[102]。和歌山県から貨物列車が消滅する。
  - 10月16日：美章園駅 - 杉本町駅間の上り線が高架化[56][68]。
  - 10月18日：一部列車で女性専用車が導入[56][68]。
- 2006年（平成18年）5月21日：美章園駅 - 杉本町駅間の下り線が高架化[69]。高架化された我孫子町駅付近の風景（2012年5月）
- 2007年（平成19年）

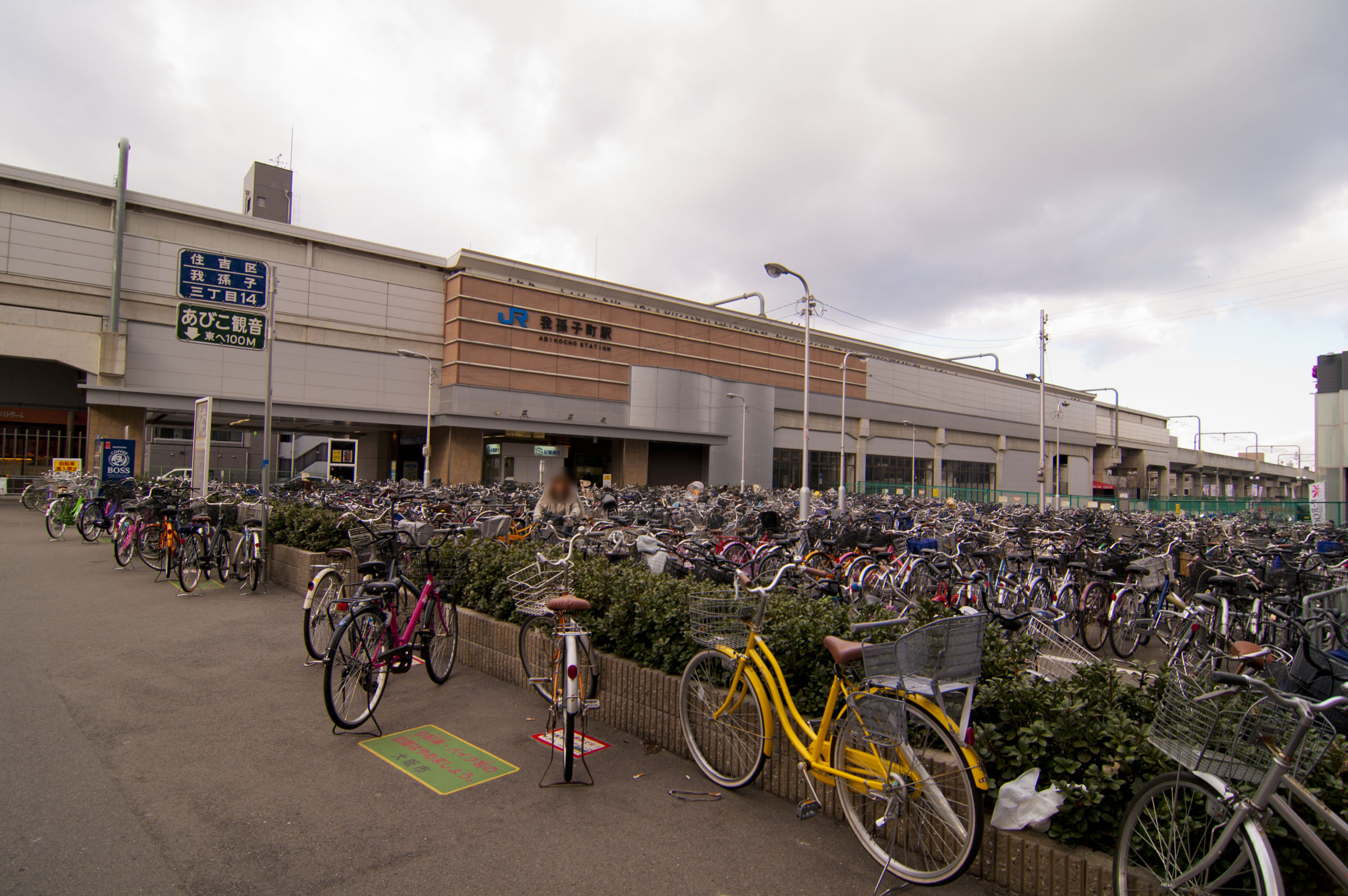
高架化された我孫子町駅付近の風景（2012年5月）

  - 3月31日：日根野駅 - 和歌山駅間で ATS-P が使用開始[103][104]。
  - 7月12日：東佐野駅 - 和泉橋本駅間の架道橋に高所作業車が接触、破壊された橋桁のコンクリートにより上り電車が脱線。乗客1名と運転士が負傷[105]。天王寺駅 - 和歌山駅間全線の運転が約12時間にわたり見合わせとなる。
- 2008年（平成20年）3月15日：関西本線との連絡線が複線化[87]。大阪環状線に直通する直通快速が運転開始[87]。
- 2009年（平成21年）
  - 3月22日：紀ノ川橋梁架け替えが完了し、供用開始[106]。
  - 7月1日：線内全駅のホーム上の喫煙コーナーが廃止され全面禁煙化[107]。
- 2010年（平成22年）
  - 3月：鳳駅 - 東羽衣駅間で ATS-P が使用開始[108]。
  - 12月1日：225系電車運転開始[109]。組織改正により、大阪支社が管轄していた天王寺駅 - 長滝駅間、鳳駅 - 東羽衣駅間が近畿統括本部の管轄に変更[110]。
- 2011年（平成23年）
  - 3月12日：ダイヤ改正により次のように変更[51]。
    - 日中の運行形態が変更され、15分間隔のダイヤになる。
    - 「はんわライナー」が廃止。
    - 225系5000番台が快速だけでなく、日中の区間快速や関空快速・紀州路快速にも使用されるようになる。

  - 4月18日：女性専用車が毎日、終日設定される[57]。
  - 12月1日：東岸和田駅 - 紀伊駅間で2分以上停車する223系・225系による列車で、車内保温のための半自動扱い開始。
  - 12月11日：113系4両編成が阪和線の運用を終了（2両編成1往復は引き続き運転）[24]。
- 2012年（平成24年）
  - 3月17日：ダイヤ改正により次のように変更[20][111]。
    - 紀勢本線の特急「オーシャンアロー」「スーパーくろしお」「くろしお」がすべて「くろしお」に列車名統一。特急「くろしお」に287系電車が投入され運転開始。
    - 快速（関空快速・紀州路快速・区間快速・B快速を含み、区間快速を除く）が223系・225系に統一される。
- 2013年（平成25年）
  - 9月28日：天王寺駅 - 和歌山駅間で阪和線運行管理システム(SUNTRAS) を新システムに更新[112]。
- 2015年（平成27年）
  - 2月8日：東岸和田駅付近の下り線が高架化[113]。
  - 3月14日：夕方のラッシュ時間帯にパターンダイヤを導入[114]。
- 2016年（平成28年）
  - 7月1日：225系5100番台が運転開始。従来の223系・225系5000番台が普通列車にも使用されるようになる[115]。
  - 12月24日：103系4両編成・205系1000番台の運用撤退に伴い、4両編成の普通列車がすべて3扉車（223系・225系）となる[116]。
- 2017年（平成29年）
  - 3月7日：東羽衣駅を除く全駅で使用している入線警告音（接近メロディ）を幅広い周波数帯域を持つ音質の警告音に更新[117]。
  - 10月22日：東岸和田駅付近の上り線が高架化され、上下線共に高架化が完了し[118]、東岸和田駅周辺の営業キロが改訂[119]。
- 2018年（平成30年）3月17日：ダイヤ改正に伴い、羽衣線を含む全ての快速・普通列車（日根野駅 - 和歌山駅間の下り初電・上り終電を除く）を223・225系で運行[120]。また、羽衣線2駅のホームを延長し供用を開始する。新大阪発着快速が全て廃止。各駅に駅ナンバーが導入され、使用を開始する。
- 2020年（令和2年）3月13日：ダイヤ改正に伴い、日根野駅 - 和歌山駅間で運用されていた113系2000番台の運用がこの日をもって終了。すべての列車がJR発足以降の車両で運用されるようになる。

## 駅一覧
- 阪：特定都区市内制度における「大阪市内」エリアの駅
- #：待避線が備えられている駅
- 停車駅
  - 普通…すべての駅に停車
  - 快速…●印の駅は全列車が停車、○印の駅は一部列車を除いて停車、▲印の駅は上り列車のみ運転で停車、｜印の駅は全列車が通過、↑印の駅は上り列車のみ運転で通過
  - 特急…「はるか (列車)」「くろしお (列車)」参照
- 駅ナンバーは2018年3月より導入[121]、大阪環状線からの通し番号となっている。

| 駅ナンバー | 駅名          | 営業キロ | 営業キロ | 区間快速 | 関空快速       | 紀州路快速 | 直通快速 | 快速 | 接続路線・備考 | 所在地            | 所在地            | 所在地            |
| 駅ナンバー | 駅名          | 駅間     | 累計     | 区間快速 | 関空快速       | 紀州路快速 | 直通快速 | 快速 | 接続路線・備考 | 所在地            | 所在地            | 所在地            |
| ---------- | ------------- | -------- | -------- | -------- | -------------- | ---------- | -------- | ---- | --- | ----------------- | ----------------- | ----------------- |
| JR-R20     | 天王寺駅 阪   | -        | 0.0      | ●        | ●              | ●          | ▲        | ●    | 西日本旅客鉄道： 大阪環状線 (JR-O01)（京橋駅まで直通運転）・ 関西本線（大和路線）(JR-Q20) 大阪市高速電気軌道： 御堂筋線 (M23)・ 谷町線 (T27) 近畿日本鉄道：F 南大阪線 …大阪阿部野橋駅 (F01) 阪堺電気軌道： ■上町線 …天王寺駅前駅 (HN01) | 大阪府            | 大阪市            | 天王寺区          |
| JR-R21     | 美章園駅 阪   | 1.5      | 1.5      | ｜       | ｜             | ｜         | ↑        | ｜   | | 大阪府            | 大阪市            | 阿倍野区          |
| JR-R22     | 南田辺駅 阪   | 1.5      | 3.0      | ｜       | ｜             | ｜         | ↑        | ｜   | | 大阪府            | 大阪市            | 阿倍野区          |
| JR-R23     | 鶴ケ丘駅 阪#  | 0.9      | 3.9      | ｜       | ｜             | ｜         | ↑        | ｜   | | 大阪府            | 大阪市            | 阿倍野区          |
| JR-R24     | 長居駅 阪     | 0.8      | 4.7      | ｜       | ｜             | ｜         | ↑        | ｜   | 大阪市高速電気軌道： 御堂筋線 (M26) | 大阪府            | 大阪市            | 住吉区            |
| JR-R25     | 我孫子町駅 阪 | 1.2      | 5.9      | ｜       | ｜             | ｜         | ↑        | ｜   | | 大阪府            | 大阪市            | 住吉区            |
| JR-R26     | 杉本町駅 阪#  | 1.0      | 6.9      | ｜       | ｜             | ｜         | ↑        | ｜   | | 大阪府            | 大阪市            | 住吉区            |
| JR-R27     | 浅香駅        | 1.0      | 7.9      | ｜       | ｜             | ｜         | ↑        | ｜   | | 大阪府            | 堺市              | 堺区              |
| JR-R28     | 堺市駅        | 0.9      | 8.8      | ●        | ●              | ●          | ▲        | ●    | | 大阪府            | 堺市              | 堺区              |
| JR-R29     | 三国ケ丘駅    | 1.4      | 10.2     | ●        | ●              | ●          | ▲        | ●    | 南海電気鉄道： 高野線 (NK57) | 大阪府            | 堺市              | 堺区              |
| JR-R30     | 百舌鳥駅      | 0.9      | 11.1     | ｜       | ｜             | ｜         | ↑        | ｜   | | 大阪府            | 堺市              | 堺区              |
| JR-R31     | 上野芝駅#     | 1.3      | 12.4     | ｜       | ｜             | ｜         | ↑        | ｜   | | 大阪府            | 堺市              | 西区              |
| JR-R32     | 津久野駅      | 1.3      | 13.7     | ｜       | ｜             | ｜         | ↑        | ｜   | | 大阪府            | 堺市              | 西区              |
| JR-R33     | 鳳駅#         | 1.4      | 15.1     | ●        | ●              | ●          | ▲        | ●    | 西日本旅客鉄道：阪和線支線（羽衣線） | 大阪府            | 堺市              | 西区              |
| JR-R34     | 富木駅        | 1.2      | 16.3     | ●        | ｜             | ｜         | ↑        | ｜   | | 大阪府            | 高石市            | 高石市            |
| JR-R35     | 北信太駅      | 1.7      | 18.0     | ●        | ｜             | ｜         | ↑        | ｜   | | 大阪府            | 和泉市            | 和泉市            |
| JR-R36     | 信太山駅      | 1.4      | 19.4     | ●        | ｜             | ｜         | ↑        | ｜   | | 大阪府            | 和泉市            | 和泉市            |
| JR-R37     | 和泉府中駅#   | 1.5      | 20.9     | ●        | ●              | ●          | ▲        | ●    | | 大阪府            | 和泉市            | 和泉市            |
| JR-R38     | 久米田駅      | 3.0      | 23.9     | ●        | ｜             | ｜         | ↑        | ｜   | | 大阪府            | 岸和田市          | 岸和田市          |
| JR-R39     | 下松駅        | 1.2      | 25.1     | ●        | ｜             | ｜         | ↑        | ｜   | | 大阪府            | 岸和田市          | 岸和田市          |
| JR-R40     | 東岸和田駅#   | 1.4      | 26.5     | ●        | ●              | ●          | ▲        | ●    | | 大阪府            | 岸和田市          | 岸和田市          |
| JR-R41     | 東貝塚駅#     | 1.6      | 28.1     | ●        | ｜             | ｜         | ↑        | ｜   | | 大阪府            | 貝塚市            | 貝塚市            |
| JR-R42     | 和泉橋本駅    | 1.9      | 30.0     | ●        | ｜             | ｜         | ↑        | ｜   | | 大阪府            | 貝塚市            | 貝塚市            |
| JR-R43     | 東佐野駅      | 1.5      | 31.5     | ●        | ｜             | ｜         | ↑        | ｜   | | 大阪府            | 泉佐野市          | 泉佐野市          |
| JR-R44     | 熊取駅#       | 1.5      | 33.0     | ●        | ●              | ●          | ▲        | ●    | | 大阪府            | 泉南郡 熊取町     | 泉南郡 熊取町     |
| JR-R45     | 日根野駅#     | 1.9      | 34.9     | ●        | ●              | ●          | ▲        | ●    | 西日本旅客鉄道： 関西空港線 (JR-S45)（天王寺方面から関西空港駅まで直通運転） | 大阪府            | 泉佐野市          | 泉佐野市          |
| JR-R46     | 長滝駅#       | 1.4      | 36.3     | ●        | 関西空港線直通 | ○          | ↑        | ｜   | | 大阪府            | 泉佐野市          | 泉佐野市          |
| JR-R47     | 新家駅        | 2.3      | 38.6     | ●        | 関西空港線直通 | ○          | ↑        | ｜   | | 大阪府            | 泉南市            | 泉南市            |
| JR-R48     | 和泉砂川駅#   | 1.9      | 40.5     | ●        | 関西空港線直通 | ●          | ▲        | ●    | | 大阪府            | 泉南市            | 泉南市            |
| JR-R49     | 和泉鳥取駅    | 2.8      | 43.3     | ●        | 関西空港線直通 | ○          | ↑        | ｜   | | 大阪府            | 阪南市            | 阪南市            |
| JR-R50     | 山中渓駅      | 1.9      | 45.2     | ●        | 関西空港線直通 | ○          | ↑        | ｜   | | 大阪府            | 阪南市            | 阪南市            |
| JR-R51     | 紀伊駅#       | 8.1      | 53.3     | ●        | 関西空港線直通 | ●          | ▲        | ●    | | 和歌山県 和歌山市 | 和歌山県 和歌山市 | 和歌山県 和歌山市 |
| JR-R52     | 六十谷駅      | 3.9      | 57.2     | ●        | 関西空港線直通 | ●          | ▲        | ●    | | 和歌山県 和歌山市 | 和歌山県 和歌山市 | 和歌山県 和歌山市 |
| JR-R53     | 紀伊中ノ島駅  | 3.0      | 60.2     | ●        | 関西空港線直通 | ○          | ↑        | ｜   | | 和歌山県 和歌山市 | 和歌山県 和歌山市 | 和歌山県 和歌山市 |
| JR-R54     | 和歌山駅      | 1.1      | 61.3     | ●        | 関西空港線直通 | ●          | ▲        | ●    | 西日本旅客鉄道： 紀勢本線（一部直通運転）・ 和歌山線 和歌山電鐵：貴志川線 (01) | 和歌山県 和歌山市 | 和歌山県 和歌山市 | 和歌山県 和歌山市 |

- 信太山駅 - 和泉府中駅間で泉大津市を、和泉府中駅 - 久米田駅間で忠岡町を、山中渓駅 - 紀伊駅間で岩出市を通るが、いずれも当該市町内に駅は存在しない。
- 長滝駅・山中渓駅・紀伊中ノ島駅は無人駅、美章園駅・南田辺駅・長居駅・我孫子町駅・浅香駅・百舌鳥駅・富木駅・信太山駅・下松駅・和泉橋本駅・東佐野駅・新家駅・和泉鳥取駅・六十谷駅の13駅はJR西日本交通サービスへの業務委託駅、他は全て直営駅である。

### 羽衣線
- 全区間単線。両駅ともに列車交換は不可能。

| 駅名     | 営業キロ | 接続路線                                          | 所在地         |
| -------- | -------- | ------------------------------------------------- | -------------- |
| 鳳駅     | 0.0      | 西日本旅客鉄道： 阪和線（本線）                   | 大阪府堺市西区 |
| 東羽衣駅 | 1.7      | 南海電気鉄道： 南海本線・ 高師浜線 …羽衣駅 (NK16) | 大阪府高石市   |

### 過去の接続路線
- 天王寺駅：南海天王寺支線 - 1993年4月1日まで
- 杉本町駅：阪和貨物線（阪和連絡線） - 2009年3月31日まで
- 紀伊中ノ島駅：和歌山線 - 1974年9月30日まで
- 和歌山駅：南海和歌山軌道線 - 1971年3月31日まで

## 平均通過人員
各年度の平均通過人員（人/日）は以下のとおりである。
| 年度                   | 平均通過人員（人/日） | 平均通過人員（人/日） | 平均通過人員（人/日） | 平均通過人員（人/日） | 出典    |
| 年度                   | 全線                  | 天王寺 - 日根野       | 鳳 - 東羽衣           | 日根野 - 和歌山       | 出典    |
| ---------------------- | --------------------- | --------------------- | --------------------- | --------------------- | ------- |
| 2013年度（平成25年度） | 102,897               | 149,872               | 149,872               | 37,772                | [ 123 ] |
| 2014年度（平成26年度） | 102,540               | 150,005               | 150,005               | 36,736                | [ 124 ] |
| 2015年度（平成27年度） | 105,860               | 155,290               | 155,290               | 37,332                | [ 125 ] |
| 2016年度（平成28年度） | 106,959               | 157,433               | 157,433               | 36,983                | [ 126 ] |
| 2017年度（平成29年度） | 108,887               | 160,580               | 160,580               | 37,222                | [ 127 ] |
| 2018年度（平成30年度） | 108,428               | 160,356               | 160,356               | 36,438                | [ 128 ] |
| 2019年度（令和元年度） | 107,079               | 158,639               | 158,639               | 35,598                | [ 129 ] |
| 2020年度（令和02年度） | 71,730                | 111,586               | 8,883                 | 23,089                | [ 130 ] |
| 2021年度（令和03年度） | 76,004                | 118,050               | 9,452                 | 24,707                | [ 131 ] |
| 2022年度（令和04年度） | 87,635                | 136,083               | 10,094                | 28,581                | [ 132 ] |
| 2023年度（令和05年度） | 96,200                | 150,070               | 10,532                | 29,842                | [ 133 ] |